# Bahnstrecke Leipzig–Probstzella
| | |                                                        |                                                        |
| Streckennummer (DB): | 6383; sä. LLP 6431 (Zeitz Abzw Zn–Zeitz Pbf W 225) |                                                        |                                                        |
| Kursbuchstrecke (DB): | 550 (Leipzig–Gera) 555 (Gera–Saalfeld) 557 (Saalfeld–Hockeroda) 558 (Gera–Weida) 840 (Saalfeld–Probstzella) |                                                        |                                                        |
| Kursbuchstrecke: | 161 (Leipzig-Leutzsch – Saalfeld (Saale) über Eythra) 144c, 145n (Gera Hbf – Gera Süd) 163 (Saalfeld (Saale) – Probstzella) 160h (Saalfeld (Saale) – Hockeroda) jeweils 1934 172, 172c (Gera Hbf – Gera Süd) 414 (Saalfeld (Saale) – Probstzella) jeweils 1946 530 (Leipzig–Saalfeld) 566 (Saalfeld–Probstzella) jeweils 1968 |                                                        |                                                        |
| Streckenlänge: | 159,97 km |                                                        |                                                        |
| Spurweite: | 1435 mm (Normalspur) |                                                        |                                                        |
| Stromsystem: | Leipzig-Leutzsch–Leipzig-Plagwitz, Saalfeld–Probstzella: 15 kV, 16,7 Hz ~ |                                                        |                                                        |
| Streckengeschwindigkeit: | 120 km/h |                                                        |                                                        |
| Zugbeeinflussung: | PZB, ZUB262 (nur ab/bis Saalfeld) |                                                        |                                                        |
| Zweigleisigkeit: | Leipzig-Leutzsch–Zeitz Gera Hbf–Gera-Zwötzen Unterwellenborn–Probstzella |                                                        |                                                        |
| | |                                                        |                                                        |
| \| \| \| von Leipzig Hbf \| \| \| \| \| von Leipzig-Wahren \| \| \| \| 7,385 \| Leipzig-Leutzsch \| 106 m \| \| \| \| nach Großkorbetha \| \| \| \| 8,20 \| Leipzig-Industriegelände West (bis 2011) \| 110 m \| \| \| 10,113 \| Leipzig-Lindenau \| 115 m \| \| \| \| von Leipzig-Connewitz \| \| \| \| 10,760 \| Leipzig-Plagwitz \| 117 m \| \| \| \| Leipzig-Plagwitz Industriebahnhof \| \| \| \| \| nach Leipzig-Miltitzer Allee \| \| \| \| \| \| \| \| \| \| Lindenau Ldst–Leipzig-Plagwitz Industriebf \| \| \| \| \| nach Pörsten \| \| \| \| \| nach Markkleeberg-Gaschwitz \| \| \| \| \| \| \| \| \| 13,750 \| Leipzig-Großzschocher \| 122 m \| \| \| 16,368 \| Leipzig-Knauthain \| 119 m \| \| \| \| Neutrassierung 1978 (wegen Tagebau Zwenkau) \| \| \| \| 19,580 \| Bösdorf (Elster) \| 120 m \| \| \| 21,041 \| Knautnaundorf (bis 2010) \| 125 m \| \| \| 21,122 \| Awanst Bösdorf Hartgußwerk \| Awanst Bösdorf Hartgußwerk \| \| \| \| \| \| \| \| 22,23221,200 \| Kilometrierungssprung nach Streckenverlegung +1,032 km \| Kilometrierungssprung nach Streckenverlegung +1,032 km \| \| \| \| \| \| \| \| 21,480 \| Eythra \| Eythra \| \| \| \| \| \| \| \| 24,666 \| Zwenkau-Großdalzig \| 126 m \| \| \| 27,671 \| Awanst Großdalzig Umspannwerk (bis 2019) \| Awanst Großdalzig Umspannwerk (bis 2019) \| \| \| 27,903 \| Bk Zauschwitz (bis 1992 Abzw) \| 135 m \| \| \| \| Verbindungskurve nach Abzw Pegau Ost \| \| \| \| 29,140 \| EÜ Kleiner Flößgraben \| EÜ Kleiner Flößgraben \| \| \| \| von Neukieritzsch \| \| \| \| 29,897 \| Pegau \| 135 m \| \| \| \| Landesgrenze Sachsen – Sachsen-Anhalt \| \| \| \| 34,217 \| Profen \| 145 m \| \| \| 37,328 \| Reuden (Kr Zeitz) \| 154 m \| \| \| 39,512 \| Bornitz (b Zeitz) (bis 2010) \| 157 m \| \| \| 41,160 \| von Tröglitz \| von Tröglitz \| \| \| 41,691 \| Zeitz Abzw Zn \| Zeitz Abzw Zn \| \| \| \| (Beginn Strecke 6431) \| \| \| \| 41,950 \| von Weißenfels \| von Weißenfels \| \| \| \| von Abzw Unterschwödnitz \| \| \| \| 42,970 \| Zeitz Gbf \| 155 m \| \| \| \| von Altenburg \| \| \| \| 44,606 \| Zeitz \| 157 m \| \| \| \| (Ende Strecke 6431) \| \| \| \| \| nach Camburg \| \| \| \| \| Camburg–Zeitz \| \| \| \| 50,558 \| Haynsburg \| Haynsburg \| \| \| 55,022 \| Wetterzeube \| Wetterzeube \| \| \| \| Landesgrenze Sachsen-Anhalt – Thüringen \| \| \| \| 59,970 \| Crossen an der Elster Ort \| Crossen an der Elster Ort \| \| \| 60,921 \| Crossen an der Elster \| Crossen an der Elster \| \| \| \| nach Porstendorf \| \| \| \| 63,000 \| Anst Bk Caaschwitz \| Anst Bk Caaschwitz \| \| \| \| Weiße Elster \| \| \| \| 66,336 \| Bad Köstritz \| Bad Köstritz \| \| \| 68,477 \| Gera-Langenberg \| Gera-Langenberg \| \| \| \| von Weimar \| \| \| \| 71,30 \| Bft Gera-Tinz \| Bft Gera-Tinz \| \| \| 72,925 \| Gera Hbf \| 195 m \| \| \| 74,538 \| Gera Süd \| 197 m \| \| \| 75,381 \| Bft Gera-Debschwitz \| Bft Gera-Debschwitz \| \| \| \| nach Gößnitz und ehem. nach Weischlitz \| \| \| \| 76,890 \| Gera-Zwötzen \| Gera-Zwötzen \| \| \| \| Weiße Elster \| \| \| \| 79,020 \| Wolfsgefärth Bf (seit 2016) \| Wolfsgefärth Bf (seit 2016) \| \| \| 79,790 \| Gera-Röppisch ehem. Wolfsgefärth (bis 2000) \| Gera-Röppisch ehem. Wolfsgefärth (bis 2000) \| \| \| \| nach Weischlitz (1875–1892, seit 2016) \| \| \| \| 81,000 \| Wolfsgefärth \| Wolfsgefärth \| \| \| \| von Werdau \| \| \| \| 84,954 \| Weida \| Weida \| \| \| \| nach Mehltheuer \| \| \| \| \| von Münchenbernsdorf \| \| \| \| 93,635 \| Niederpöllnitz \| Niederpöllnitz \| \| \| 100,470 \| Triptis \| Triptis \| \| \| \| nach Marxgrün \| \| \| \| \| Orla \| \| \| \| 104,40 \| Traun (bis 2011) \| Traun (bis 2011) \| \| \| 108,920 \| Neustadt (Orla) \| Neustadt (Orla) \| \| \| 112,229 \| Neunhofen \| Neunhofen \| \| \| \| Orla \| \| \| \| \| Orla \| \| \| \| 113,700 \| Harrasmühlentunnel (117 m) \| Harrasmühlentunnel (117 m) \| \| \| 117,541 \| Oppurg \| Oppurg \| \| \| \| nach Orlamünde \| \| \| \| 122,441 \| Pößneck ob Bf \| Pößneck ob Bf \| \| \| 126,186 \| Krölpa-Ranis \| Krölpa-Ranis \| \| \| 130,650 \| Könitz (Thür) \| Könitz (Thür) \| \| \| 134,533 \| Unterwellenborn \| Unterwellenborn \| \| \| \| von Großheringen \| \| \| \| \| von Arnstadt \| \| \| \| 140,010 \| Saalfeld (Saale) \| 211 m \| \| \| \| Saalebrücke Breternitz (114 m) \| \| \| \| 145,814 \| Breternitz \| 216 m \| \| \| 149,861 \| Kaulsdorf (Saale) (ehem. Bf) \| 229 m \| \| \| \| bis 1954 Eichicht \| \| \| \| 152,072 \| Hp Abzw Hockeroda (ehem. Bf) \| 258 m \| \| \| \| nach Unterlemnitz \| \| \| \| 155,762 \| Unterloquitz \| 280 m \| \| \| 160,960 \| Marktgölitz (bis 2010; ehem. Gabe Gottes) \| 310 m \| \| \| \| nach Neuhaus am Rennweg (Verbindungskurve) \| \| \| \| \| von Neuhaus am Rennweg \| \| \| \| 164,981 \| Probstzella \| 365 m \| \| \| 166,666 \| Landesgrenze Thüringen – Bayern \| Landesgrenze Thüringen – Bayern \| \| \| \| nach Hochstadt-Marktzeuln \| \| | |                                                        |                                                        |
| Strecke | | von Leipzig Hbf                                        | von Leipzig Hbf                                        |
| Abzweig geradeaus und von rechts | | von Leipzig-Wahren                                     | von Leipzig-Wahren                                     |
| Bahnhof | 7,385 | Leipzig-Leutzsch                                       | 106 m                                                  |
| Abzweig geradeaus und nach rechts | | nach Großkorbetha                                      | nach Großkorbetha                                      |
| ehemaliger Haltepunkt / Haltestelle | 8,20 | Leipzig-Industriegelände West (bis 2011)               | 110 m                                                  |
| Haltepunkt / Haltestelle | 10,113 | Leipzig-Lindenau                                       | 115 m                                                  |
| Strecke · Strecke von links (außer Betrieb) | | von Leipzig-Connewitz                                  | von Leipzig-Connewitz                                  |
| Bahnhof · Strecke (außer Betrieb) | 10,760 | Leipzig-Plagwitz                                       | 117 m                                                  |
| Strecke · Dienststation / Betriebs- oder Güterbahnhof (Strecke außer Betrieb) | | Leipzig-Plagwitz Industriebahnhof                      | Leipzig-Plagwitz Industriebahnhof                      |
| Abzweig geradeaus und nach rechts · Strecke (außer Betrieb) | | nach Leipzig-Miltitzer Allee                           | nach Leipzig-Miltitzer Allee                           |
| Abzweig geradeaus und ehemals von links · Abzweig geradeaus und nach rechts (Strecke außer Betrieb) | |                                                        |                                                        |
| Kreuzung geradeaus unten (Querstrecke außer Betrieb) · Strecke nach rechts (außer Betrieb) | | Lindenau Ldst–Leipzig-Plagwitz Industriebf             | Lindenau Ldst–Leipzig-Plagwitz Industriebf             |
| Abzweig geradeaus und ehemals nach rechts | | nach Pörsten                                           | nach Pörsten                                           |
| Abzweig geradeaus und nach links | | nach Markkleeberg-Gaschwitz                            | nach Markkleeberg-Gaschwitz                            |
| Strecke nach links · Strecke von rechts | |                                                        |                                                        |
| Dienststation / Betriebs- oder Güterbahnhof | 13,750 | Leipzig-Großzschocher                                  | 122 m                                                  |
| Bahnhof | 16,368 | Leipzig-Knauthain                                      | 119 m                                                  |
| Strecke von links · Abzweig ehemals geradeaus und nach rechts | | Neutrassierung 1978 (wegen Tagebau Zwenkau)            | Neutrassierung 1978 (wegen Tagebau Zwenkau)            |
| Strecke · Haltepunkt / Haltestelle (Strecke außer Betrieb) | 19,580 | Bösdorf (Elster)                                       | 120 m                                                  |
| ehemaliger Haltepunkt / Haltestelle · Strecke (außer Betrieb) | 21,041 | Knautnaundorf (bis 2010)                               | 125 m                                                  |
| Abzweig geradeaus und nach rechts · Strecke (außer Betrieb) | 21,122 | Awanst Bösdorf Hartgußwerk                             | Awanst Bösdorf Hartgußwerk                             |
| | |                                                        |                                                        |
| Kilometer-Wechsel · Strecke (außer Betrieb) | 22,23221,200 | Kilometrierungssprung nach Streckenverlegung +1,032 km | Kilometrierungssprung nach Streckenverlegung +1,032 km |
| | |                                                        |                                                        |
| Strecke · Bahnhof (Strecke außer Betrieb) | 21,480 | Eythra                                                 | Eythra                                                 |
| Strecke nach links · Abzweig ehemals geradeaus und von rechts | |                                                        |                                                        |
| Haltepunkt / Haltestelle | 24,666 | Zwenkau-Großdalzig                                     | 126 m                                                  |
| Abzweig geradeaus und ehemals von rechts | 27,671 | Awanst Großdalzig Umspannwerk (bis 2019)               | Awanst Großdalzig Umspannwerk (bis 2019)               |
| Blockstelle | 27,903 | Bk Zauschwitz (bis 1992 Abzw)                          | 135 m                                                  |
| Abzweig geradeaus und ehemals nach links | | Verbindungskurve nach Abzw Pegau Ost                   | Verbindungskurve nach Abzw Pegau Ost                   |
| Brücke über Wasserlauf | 29,140 | EÜ Kleiner Flößgraben                                  | EÜ Kleiner Flößgraben                                  |
| Abzweig geradeaus und ehemals von links | | von Neukieritzsch                                      | von Neukieritzsch                                      |
| Bahnhof | 29,897 | Pegau                                                  | 135 m                                                  |
| Grenze | | Landesgrenze Sachsen – Sachsen-Anhalt                  | Landesgrenze Sachsen – Sachsen-Anhalt                  |
| Bahnhof | 34,217 | Profen                                                 | 145 m                                                  |
| Dienststation / Betriebs- oder Güterbahnhof | 37,328 | Reuden (Kr Zeitz)                                      | 154 m                                                  |
| ehemaliger Haltepunkt / Haltestelle | 39,512 | Bornitz (b Zeitz) (bis 2010)                           | 157 m                                                  |
| Strecke von links (außer Betrieb) · Kreuzung geradeaus unten (Querstrecke außer Betrieb) | 41,160 | von Tröglitz                                           | von Tröglitz                                           |
| Strecke (außer Betrieb) · Blockstelle | 41,691 | Zeitz Abzw Zn                                          | Zeitz Abzw Zn                                          |
| Abzweig ehemals geradeaus und von links · Abzweig geradeaus und nach rechts | | (Beginn Strecke 6431)                                  | (Beginn Strecke 6431)                                  |
| Kreuzung geradeaus unten · Abzweig geradeaus und von rechts | 41,950 | von Weißenfels                                         | von Weißenfels                                         |
| Abzweig geradeaus und ehemals von rechts · Strecke | | von Abzw Unterschwödnitz                               | von Abzw Unterschwödnitz                               |
| Dienststation / Betriebs- oder Güterbahnhof · Strecke | 42,970 | Zeitz Gbf                                              | 155 m                                                  |
| Strecke · Abzweig geradeaus und von links | | von Altenburg                                          | von Altenburg                                          |
| Strecke · Bahnhof | 44,606 | Zeitz                                                  | 157 m                                                  |
| Strecke nach links · Abzweig geradeaus und von rechts | | (Ende Strecke 6431)                                    | (Ende Strecke 6431)                                    |
| Abzweig geradeaus und ehemals nach links | | nach Camburg                                           | nach Camburg                                           |
| Kreuzung geradeaus unten (Querstrecke außer Betrieb) | | Camburg–Zeitz                                          | Camburg–Zeitz                                          |
| Dienststation / Betriebs- oder Güterbahnhof | 50,558 | Haynsburg                                              | Haynsburg                                              |
| Bahnhof | 55,022 | Wetterzeube                                            | Wetterzeube                                            |
| Grenze | | Landesgrenze Sachsen-Anhalt – Thüringen                | Landesgrenze Sachsen-Anhalt – Thüringen                |
| Haltepunkt / Haltestelle | 59,970 | Crossen an der Elster Ort                              | Crossen an der Elster Ort                              |
| Bahnhof | 60,921 | Crossen an der Elster                                  | Crossen an der Elster                                  |
| Abzweig geradeaus und ehemals nach rechts | | nach Porstendorf                                       | nach Porstendorf                                       |
| Blockstelle | 63,000 | Anst Bk Caaschwitz                                     | Anst Bk Caaschwitz                                     |
| Brücke über Wasserlauf | | Weiße Elster                                           | Weiße Elster                                           |
| Bahnhof | 66,336 | Bad Köstritz                                           | Bad Köstritz                                           |
| Haltepunkt / Haltestelle | 68,477 | Gera-Langenberg                                        | Gera-Langenberg                                        |
| Abzweig geradeaus und von rechts | | von Weimar                                             | von Weimar                                             |
| Blockstelle | 71,30 | Bft Gera-Tinz                                          | Bft Gera-Tinz                                          |
| Bahnhof | 72,925 | Gera Hbf                                               | 195 m                                                  |
| Haltepunkt / Haltestelle | 74,538 | Gera Süd                                               | 197 m                                                  |
| Blockstelle | 75,381 | Bft Gera-Debschwitz                                    | Bft Gera-Debschwitz                                    |
| Abzweig geradeaus und nach links | | nach Gößnitz und ehem. nach Weischlitz                 | nach Gößnitz und ehem. nach Weischlitz                 |
| Bahnhof | 76,890 | Gera-Zwötzen                                           | Gera-Zwötzen                                           |
| Brücke über Wasserlauf | | Weiße Elster                                           | Weiße Elster                                           |
| Dienststation / Betriebs- oder Güterbahnhof | 79,020 | Wolfsgefärth Bf (seit 2016)                            | Wolfsgefärth Bf (seit 2016)                            |
| ehemaliger Bahnhof | 79,790 | Gera-Röppisch ehem. Wolfsgefärth (bis 2000)            | Gera-Röppisch ehem. Wolfsgefärth (bis 2000)            |
| Abzweig geradeaus und nach links | | nach Weischlitz (1875–1892, seit 2016)                 | nach Weischlitz (1875–1892, seit 2016)                 |
| Haltepunkt / Haltestelle | 81,000 | Wolfsgefärth                                           | Wolfsgefärth                                           |
| Abzweig geradeaus und ehemals von links | | von Werdau                                             | von Werdau                                             |
| Bahnhof | 84,954 | Weida                                                  | Weida                                                  |
| Abzweig geradeaus und nach links | | nach Mehltheuer                                        | nach Mehltheuer                                        |
| Abzweig geradeaus und von rechts | | von Münchenbernsdorf                                   | von Münchenbernsdorf                                   |
| Bahnhof | 93,635 | Niederpöllnitz                                         | Niederpöllnitz                                         |
| Bahnhof | 100,470 | Triptis                                                | Triptis                                                |
| Abzweig geradeaus und ehemals nach links | | nach Marxgrün                                          | nach Marxgrün                                          |
| Brücke über Wasserlauf | | Orla                                                   | Orla                                                   |
| ehemaliger Haltepunkt / Haltestelle | 104,40 | Traun (bis 2011)                                       | Traun (bis 2011)                                       |
| Bahnhof | 108,920 | Neustadt (Orla)                                        | Neustadt (Orla)                                        |
| Haltepunkt / Haltestelle | 112,229 | Neunhofen                                              | Neunhofen                                              |
| Brücke über Wasserlauf | | Orla                                                   | Orla                                                   |
| Brücke über Wasserlauf | | Orla                                                   | Orla                                                   |
| Tunnel | 113,700 | Harrasmühlentunnel (117 m)                             | Harrasmühlentunnel (117 m)                             |
| Bahnhof | 117,541 | Oppurg                                                 | Oppurg                                                 |
| Abzweig geradeaus und ehemals nach rechts | | nach Orlamünde                                         | nach Orlamünde                                         |
| Bahnhof | 122,441 | Pößneck ob Bf                                          | Pößneck ob Bf                                          |
| Haltepunkt / Haltestelle | 126,186 | Krölpa-Ranis                                           | Krölpa-Ranis                                           |
| Bahnhof | 130,650 | Könitz (Thür)                                          | Könitz (Thür)                                          |
| Bahnhof | 134,533 | Unterwellenborn                                        | Unterwellenborn                                        |
| Abzweig geradeaus und von rechts | | von Großheringen                                       | von Großheringen                                       |
| Abzweig geradeaus und von rechts | | von Arnstadt                                           | von Arnstadt                                           |
| Bahnhof | 140,010 | Saalfeld (Saale)                                       | 211 m                                                  |
| Brücke über Wasserlauf | | Saalebrücke Breternitz (114 m)                         | Saalebrücke Breternitz (114 m)                         |
| Haltepunkt / Haltestelle | 145,814 | Breternitz                                             | 216 m                                                  |
| Haltepunkt / Haltestelle | 149,861 | Kaulsdorf (Saale) (ehem. Bf)                           | 229 m                                                  |
| Strecke | | bis 1954 Eichicht                                      | bis 1954 Eichicht                                      |
| Haltepunkt / Haltestelle | 152,072 | Hp Abzw Hockeroda (ehem. Bf)                           | 258 m                                                  |
| Abzweig geradeaus und nach links | | nach Unterlemnitz                                      | nach Unterlemnitz                                      |
| Haltepunkt / Haltestelle | 155,762 | Unterloquitz                                           | 280 m                                                  |
| ehemaliger Haltepunkt / Haltestelle | 160,960 | Marktgölitz (bis 2010; ehem. Gabe Gottes)              | 310 m                                                  |
| Abzweig geradeaus und ehemals nach rechts | | nach Neuhaus am Rennweg (Verbindungskurve)             | nach Neuhaus am Rennweg (Verbindungskurve)             |
| Abzweig geradeaus und ehemals von rechts | | von Neuhaus am Rennweg                                 | von Neuhaus am Rennweg                                 |
| Bahnhof | 164,981 | Probstzella                                            | 365 m                                                  |
| Grenze | 166,666 | Landesgrenze Thüringen – Bayern                        | Landesgrenze Thüringen – Bayern                        |
| Strecke | | nach Hochstadt-Marktzeuln                              | nach Hochstadt-Marktzeuln                              |

Die Bahnstrecke Leipzig–Probstzella ist eine Hauptbahn in Sachsen, Sachsen-Anhalt und Thüringen, die ursprünglich in Form einer preußischen Staatseisenbahn und als Teil einer Fernverbindung zwischen Berlin und München erbaut und betrieben wurde. Sie verläuft von Leipzig durch das Tal der Weißen Elster über Zeitz, Gera, Triptis, durch die Orlasenke und Saalfeld nach Probstzella. Ihr nominaler Endpunkt befindet sich an der thüringisch-bayerischen Landesgrenze bei Ludwigsstadt. Da sie parallel zur Bahnstrecke Großheringen–Saalfeld, aber höher als diese verläuft, wird sie auch „Obere Bahn“ genannt.

## Geschichte

### 1859–1885, Die Anfänge
Die hier betrachtete Bahnstrecke besteht aus mehreren Teilabschnitten mit unterschiedlicher Entstehungsgeschichte. Das zweite Viertel der Bahnstrecke wurde bereits 1859 eröffnet. Damals wurde eine Strecke von Weißenfels (dort Anschluss an die 1846 erbaute Thüringer Bahn) über Zeitz nach Gera errichtet. Sie war die erste Strecke, die die damals etwa 14.000 Einwohner zählende Hauptstadt des Fürstentums Reuß jüngerer Linie, Gera, erreichte. Der nördliche Teil zwischen Zeitz und Leipzig konnte 1873 dem Verkehr übergeben werden.
Die Kernabschnitte, die Bahnstrecke Gera–Eichicht (Gera-Eichichter Bahn) wurde am 20. Dezember 1871 eröffnet, zunächst als Aktiengesellschaft. Für die anliegenden Orte war sie von großer Bedeutung. Durch sie konnte die Textilindustrie und Lederindustrie in der Orlasenke, ganz besonders in Pößneck, vor dem Ersten Weltkrieg rasant wachsen. Pößneck wurde dadurch neben Apolda und Greiz zum Zentrum der thüringischen Textilindustrie, allerdings begrenzte die ungünstige topografische Lage der Bahn später das Wachstum der Industrie. Da keine Anschlussgleise direkt in die Betriebe gebaut werden konnten, blieb Pößneck in der industriellen Entwicklung letztlich hinter Zeitz oder Gera zurück. Von Bedeutung war und ist dieser Abschnitt auch für die Maxhütte (Unterwellenborn) bzw. das heutige Stahlwerk Thüringen. Als die Strecke 1871 erbaut wurde, führte sie durch folgende Staaten (ab Gera): Reuß jüngerer Linie, Sachsen-Weimar-Eisenach, Preußen, Sachsen-Meiningen, Preußen, Schwarzburg-Rudolstadt, Sachsen-Meiningen. Der vorläufige Endpunkt in Eichicht wurde gewählt, da die Weiterführung und der Anschluss nach Bayern noch ungeklärt waren. 1882 erfolgte die Verstaatlichung und die Verbindung wurde in die preußischen Staatseisenbahnen eingegliedert. 1885 wurde schließlich mit der Verbindung zur Frankenwaldbahn bei Probstzella die Gesamtstrecke fertiggestellt. Bis zur Inbetriebnahme der Verbindungskurve zwischen der Bahnstrecke Halle–Bebra und der Bahnstrecke Großheringen–Saalfeld bei Großheringen im Jahr 1900 war sie neben der Sächsisch-Bayerischen Eisenbahn die wichtigste Verbindung zwischen Preußen und Bayern. Obwohl sich die 25 km kürzere Bahnstrecke Großheringen–Saalfeld zur bedeutenderen Nord-Süd-Verbindung entwickelte, blieb sie weiterhin eine Fernverkehrsstrecke von Leipzig im Norden nach Nürnberg im Süden.

### 1885–1945, Aufschwung und Ausbau
Um 1900 wurden erhebliche Investitionen in die Strecke vorgenommen, mehrere Bahnhöfe wurden ausgebaut (u. a. Crossen (Elster) mit Bahnsteigdach und Unterführung, in Gera Hbf entstand 1911 die Bahnhofshalle). 1920 ging die preußische Staatsbahn in der Deutschen Reichsbahn auf, welche fortan die Strecke betrieb. Weiterhin erfolgte der zweigleisige Ausbau, so dass im Ergebnis vor dem Zweiten Weltkrieg die gesamte Strecke zweigleisig ausgebaut war. Für den Abschnitt zwischen Saalfeld und Probstzella erfolgte bis 1939 die Elektrifizierung. Schwer zerstört wurde wenige Tage vor Ende des Zweiten Weltkrieges der Bahnhof Saalfeld (Saale). Im Rahmen der Reparationsleistungen an die Sowjetunion wurden sämtliche Anlagenteile für den elektrischen Betrieb und zusätzlich das zweite Gleis der gesamten Strecke abgebaut und abtransportiert.

### 1945–1993, Zeit der Deutschen Reichsbahn
Die Reichsbahndirektion Erfurt übernahm am 1. September 1945 von der Reichsbahndirektion Nürnberg den anschließenden Abschnitt der Bahnstrecke Hochstadt-Marktzeuln–Probstzella zwischen Probstzella und der Zonengrenze. Die Direktionsgrenze befand sich danach bei Kilometer 166,66.
Aufgrund der Teilung Deutschlands verlor der Streckenabschnitt südlich von Saalfeld in den folgenden vier Jahrzehnten stark an Bedeutung. Allerdings verkehrten hier mehrere Schnellzüge sowohl als Züge des Wechselverkehrs zwischen beiden Teilen des geteilten Deutschlands als auch als Transitzüge zwischen den Westsektoren von Berlin und der Bundesrepublik. Hohe Bedeutung besaß der Güterverkehr. Die bei Profen gewonnene Rohbraunkohle wurde in Veredlungswerke im Raum Leipzig – Zeitz gefahren, in der DDR von hoher Bedeutung, da Braunkohle der wichtigste Energieträger war. Wegen des Tagebaus Zwenkau musste die Strecke 1978 bei Eythra und Knautnaundorf neu trassiert werden. Das zweite Gleis wurde zwischen Leipzig Hbf und der Abzw Zangenberg, zwischen Gera Hbf und Gera Süd sowie zwischen Unterwellenborn und Saalfeld wiederhergestellt. Zwischen Gera und Gera Süd lagen bis etwa 1946 allerdings vier Gleise.
Aufgrund der hierarchisch-zentralistischen Struktur der DDR bestand ein großer Bedarf im Personenverkehr zwischen dem ab 1952 als Bezirksstadt fungierenden Gera und der Hauptstadt Berlin. Mit Einführung des Städteschnellverkehrs 1968 (Schnellzüge) und des Städteexpress „Elstertal“ 1976 gab es im Teilabschnitt Gera – Leipzig zwei hochwertige Schnellverbindungen mit Speisewagen direkt nach Berlin. In den Jahren 1980 und 1981 wurde darüber hinaus der Expresstriebwagen „Karola“ Leipzig–Karlsbad über Gera geleitet. An höherwertigen Zügen befuhren die Gesamtstrecke viele Jahre das Schnellzugpaar 402/403 Leipzig–Nürnberg und vier Eilzugpaare (ein Durchlauf nach Sonneberg). Für den Berufsverkehr zur Maxhütte Unterwellenborn verkehrten täglich mehrere (öffentliche) Züge zwischen Pößneck / Oppurg und Saalfeld.
Ab 1956 war für eine Inbetriebnahme 1967 die Elektrifizierung zwischen Leipzig und Gera geplant, der Plan wurde 1959 jedoch wieder fallengelassen.

### 1993 bis heute
Nach der Deutschen Wiedervereinigung wurde der Abschnitt zwischen Saalfeld und Probstzella wieder zweigleisig ausgebaut, elektrifiziert und für den Einsatz von aktiver Neigetechnik ertüchtigt.
Auch die Elektrifizierung Leipzig–Gera–Saalfeld sowie der vollständige Wiederaufbau des zweiten Gleises war noch 1990 konkret geplant, die Eröffnung sollte um 1996 erfolgen. Spätestens nach der Übernahme durch die Deutsche Bahn AG wurde dieses Vorhaben nicht mehr weiterverfolgt. Noch unter der Regie der Deutschen Reichsbahn erfolgte die Umstellung auf einen Taktfahrplan, womit sich das Zugangebot deutlich verbesserte, auch wenn die Schnell- und Expresszüge entfielen. Auf der bedeutenderen Hauptstrecke zwischen München/Nürnberg und Leipzig über Jena verkehrten im Abschnitt Saalfeld – Probstzella bereits 1990 die ersten Interregio-Züge auf dem Gebiet der Deutschen Reichsbahn, ab 1992 wurde hier eine Intercity-Linie eingerichtet. In den 1990er Jahren gab es zeitweise auch internationalen Verkehr nach Warschau und Zagreb.
Der Bahnhof Gera Hbf wurde nach 2000 aufwändig umgebaut und an die Straßenbahn Gera angebunden. Daneben wurden die Gleisanlagen in Gera weitgehend erneuert. Sowohl in Gera Süd als auch Gera-Zwötzen schuf man zeitgemäße Verknüpfungsstellen zwischen Straßenbahn und Eisenbahn. Von 2002 bis 2007 fuhr zwischen Gera und Rostock über Leipzig und Berlin der Interconnex als privater Fernzug.
2010/11 wurden die Reiseverkehrshalte in Leipzig-Großzschocher, Reuden (Kr. Zeitz), Bornitz (b. Zeitz), Haynsburg und Marktgölitz aufgelassen. Zum Fahrplanwechsel 2011/2012 wurde ferner der Haltepunkt Traun gestrichen. Mit der erfolgten Beschleunigung konnten an den Knoten bessere Anschlüsse geschaffen und die Fahrtzeiten verkürzt werden. Die Fahrgastzahlen stiegen seitdem um 20 Prozent.
Um 2011 wurde als Ersatz der alten Personenverkehrsanlagen des Bahnhofs Leipzig-Leutzsch neu zwei Seitenbahnsteige in Höhe der Georg-Schwarz-Straße errichtet, ebenso ein Mittelbahnsteig an der abzweigenden Strecke 6367.
Aufgrund des sanierungsbedürftigen Zustandes des Liebschwitzer Viadukts der Bahnstrecke Gera Süd–Weischlitz (Langsamfahrstelle mit 10 km/h) prüfte die DB verschiedene Varianten für den Ersatz des Viaduktes. Im Jahr 2016 wurde schließlich ein neuer Abzweig von der Strecke Leipzig–Probstzella bei Wolfsgefärth geschaffen, der am 24. Oktober 2016 wie geplant nach achtmonatiger Bauzeit in Betrieb ging. In dem Zusammenhang wurde der Abschnitt Gera-Debschwitz–Gera-Zwötzen wieder zweigleisig ausgebaut und Gera-Zwötzen erneut als Bahnhof eingerichtet. Er erhielt einen zweiten Bahnsteig, der als Stumpfgleis ausgeführt und für Züge aus Richtung Gera genutzt werden soll. Die durchgehenden Züge nach Zeulenroda, Hof und Saalfeld sowie die Züge nach Greiz und Weischlitz teilen sich die renovierte Bestandsbahnsteigkante.

## Baumaßnahmen
Im Zuge der Einbindung des City-Tunnels Leipzig in das Bestandsnetz und für die Vorbereitung des S-Bahn-Betriebes erfolgten auch auf dieser Strecke einige Ausbaumaßnahmen.
So wurden auf dieser Strecke im Zeitraum April 2010 bis Mitte 2012 die Bahnhöfe Leipzig-Leutzsch, Leipzig-Plagwitz und der Haltepunkt Leipzig-Lindenau grundlegend umgebaut. Die Reiseverkehrsanlagen wurden dabei in neuer Lage neugebaut. 20 Kilometer Gleis mit Fahrleitungsanlagen, 45 Weichen und zwei Kilometer Lärmschutzwand wurden errichtet und nicht mehr benötigte Gleisanlagen, insbesondere für den Ortsgüterverkehr, abgebaut. Mehrere Brücken mussten erneuert werden. In beiden Bahnhöfen wurde je ein elektronisches Stellwerk der Bauform Thales L90 errichtet. Damit konnten die Bestandsstellwerke in beiden Bahnhöfen abgelöst werden. Beide Stellwerke werden im Regelbetrieb von der Betriebszentrale in Leipzig ferngesteuert.
Während des reduzierten Zugverkehrs in Folge der Sperrung des Streckenabschnitts zwischen Bamberg und Lichtenfels vom 11. Januar bis 4. September 2016 wurden die Gleisanlagen zwischen Saalfeld und Probstzella (40 km) erneuert.
Mit Bundes- und Landesmitteln ist in den nächsten Jahren eine Modernisierung inkl. barrierefreiem Ausbau der Station Profen geplant.
Um eine geplante S-Bahn-Linie im 30-min-Takt zwischen Leipzig und Gera aufnehmen zu können, soll die Strecke zwischen Plagwitz und Gera elektrifiziert und die Zweigleisigkeit über Zeitz hinaus teilweise nach Gera verlängert werden.

## Streckenbeschreibung

### Verlauf
Die Bahnstrecke beginnt in Leipzig-Leutzsch und führt von dort südlich aus der Stadt, anschließend durch die flache Leipziger Tieflandsbucht entlang der Elster durch das ehemalige Mitteldeutsche Braunkohlerevier. In diesem Bereich diente sie früher zum Abtransport der Braunkohle in die umliegenden Kraftwerke. Dieser Güterverkehr ist jedoch stark zurückgegangen. Die Kilometrierung beginnt zusammen mit der der Strecke 6367 nach Großkorbetha im Bahnhof Leipzig Hbf.
Am südlichen Rand der Tieflandsbucht wird Zeitz erreicht. Hier trifft die Bahnstrecke auf andere Strecken, die jedoch seit 1990 teilweise stillgelegt wurden. Die Hügel zu beiden Seiten der Weißen Elster werden hinter Zeitz steiler und bei Ahlendorf (Verwaltungsgemeinschaft Heideland-Elstertal-Schkölen) wird die Landesgrenze zwischen Sachsen-Anhalt und Thüringen passiert. Nun führt die Bahnstrecke in einem Bogen des Elstertals vorbei an den Gemeinden Crossen an der Elster (Saale-Holzland-Kreis) und der Brauereistadt Bad Köstritz (Landkreis Greiz) zum nördlichen Stadtrand von Gera. Vom Bahnhof Crossen an der Elster zweigte bis 1998 die Nebenbahn (Bahnstrecke Crossen–Porstendorf) über Eisenberg und Bürgel nach Porstendorf (nördlich von Jena) ab. Bei Gera-Langenberg wird die Bundesautobahn 4 unterquert, bevor von Westen her in engem Bogen die Strecke von Weimar hinzukommt.

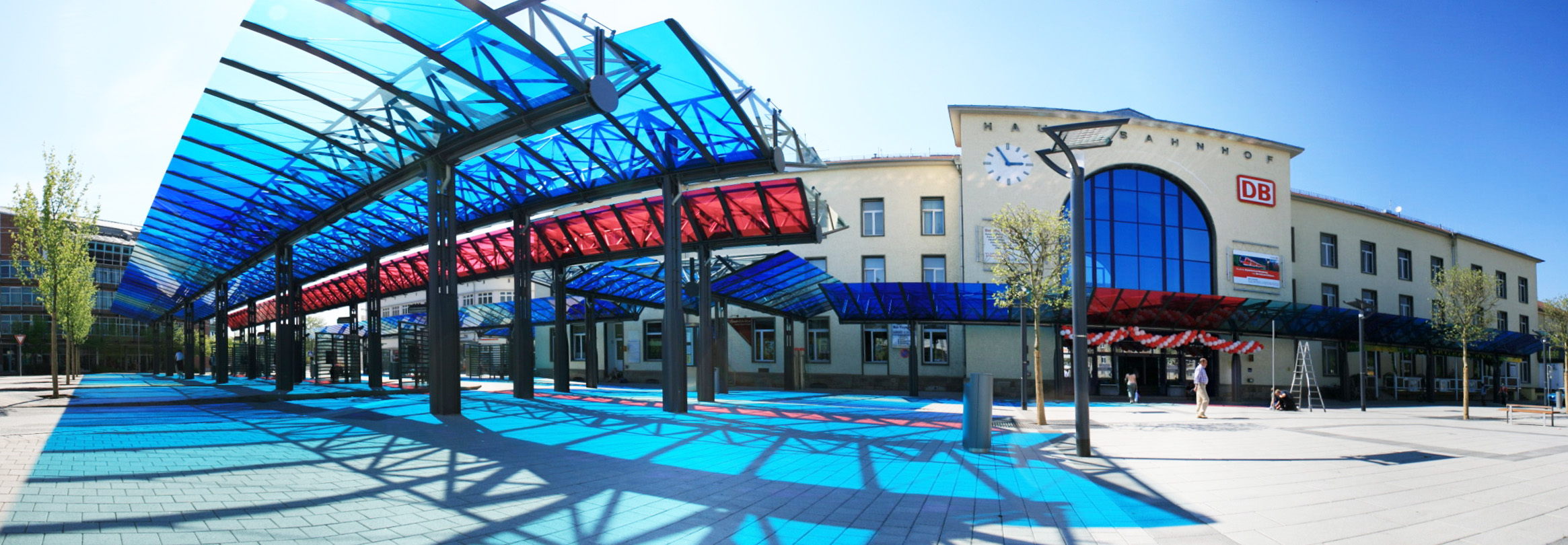
Panorama am Bahnhof Gera

Gera Hauptbahnhof verlässt die Strecke in südlicher Richtung. In der Stadt führt sie am Ufer der Weißen Elster entlang und trennt sich von den Strecken nach Gößnitz und Weischlitz, bevor sie dem Tal der Weida folgt. Dieses wird in der gleichnamigen Stadt in westlicher Richtung verlassen, um auf den Scheitelpunkt zuzulaufen, der bei Triptis in etwa 375 Metern Höhe über NN überschritten wird. Nun führt die Bahnstrecke in die Orlasenke hinab und weiter schnurgerade in südwestlicher Richtung durch die Stadt Neustadt an der Orla, weiter an Oppurg vorbei, wo die Orlabahn in Richtung Pößneck unterer Bahnhof (bis 1946 – Orlamünde) abzweigt, dann durch Pößneck nach Saalfeld, wo sie nach einem langgestreckten Bogen auf die Bahnstrecke Großheringen–Saalfeld und die Bahnstrecke Arnstadt–Saalfeld trifft. Südlich von Saalfeld folgt die Strecke bis Eichicht dem Lauf der Saale und bis Probstzella dem der Loquitz. In Hockeroda zweigt die Nebenbahn nach Unterlemnitz ab, bevor hinter dem Bahnhof Probstzella die Strecke an der Landesgrenze zum Freistaat Bayern in die Bahnstrecke Hochstadt-Marktzeuln–Probstzella übergeht.

### Betriebsstellen
Leipzig-Leutzsch ⊙
Als Bf Barneck wurde die Station an der Bahnstrecke Leipzig–Großkorbetha am 22. März 1856 eröffnet. Die Station trug folgende Namen:
- bis 1885: Barneck (benannt nach dem nahe gelegenen Rittergut Barneck)
- bis 1922: Leutzsch
- seit 1922: Leipzig-Leutzsch

Im Bahnhof zweigt seit 1873 die Bahnstrecke Leipzig–Probstzella ab. 1931 erfolgte die Eröffnung der Nebenbahn nach Merseburg, die 1998 eingestellt wurde. 2011 erfolgte der völlige Umbau des Bahnhofes mit Aufgabe der Güterverkehrsanlagen und die Verlegung der Bahnsteige zur Georg-Schwarz-Straße.

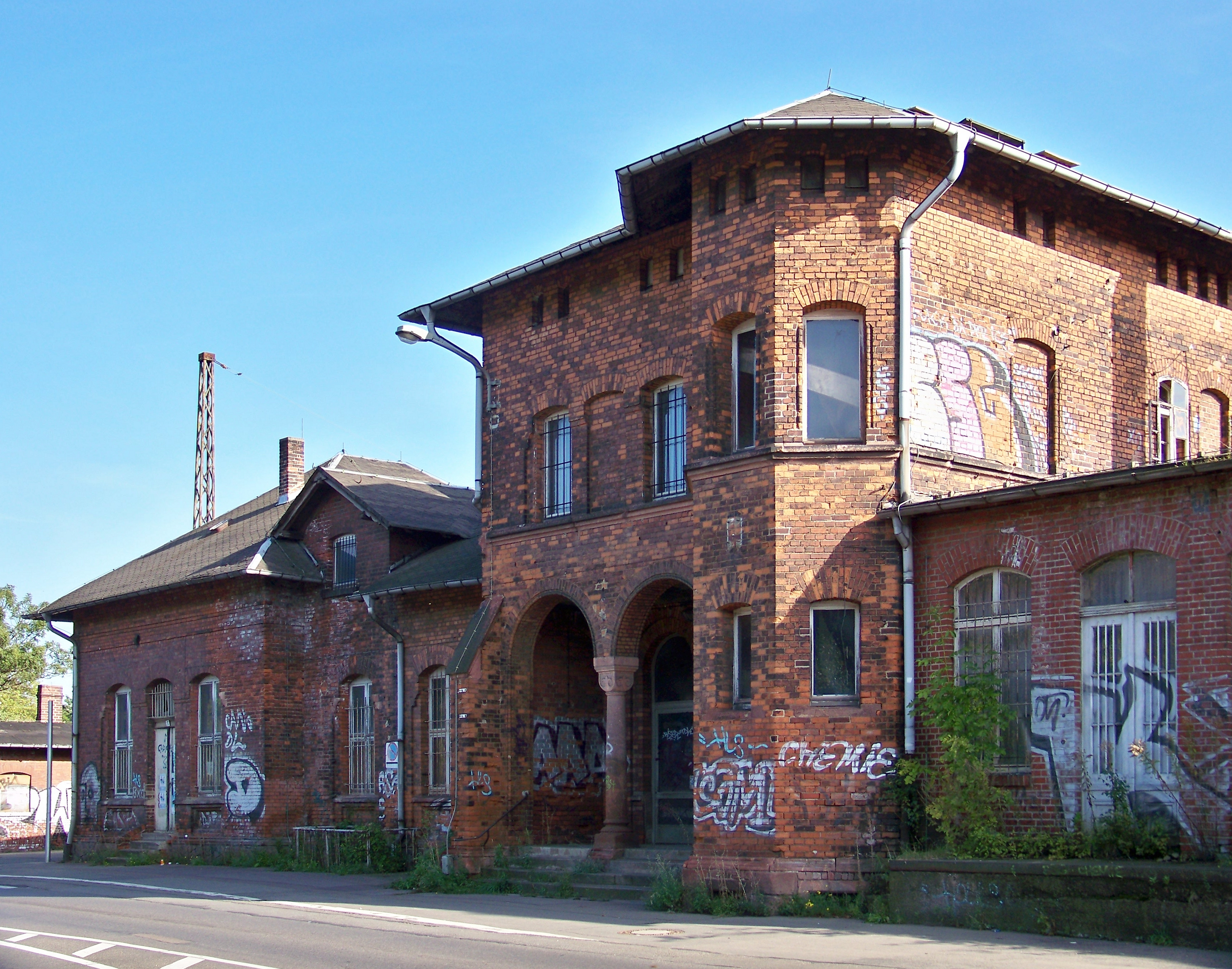
ehemaliges Empfangsgebäude (2009)
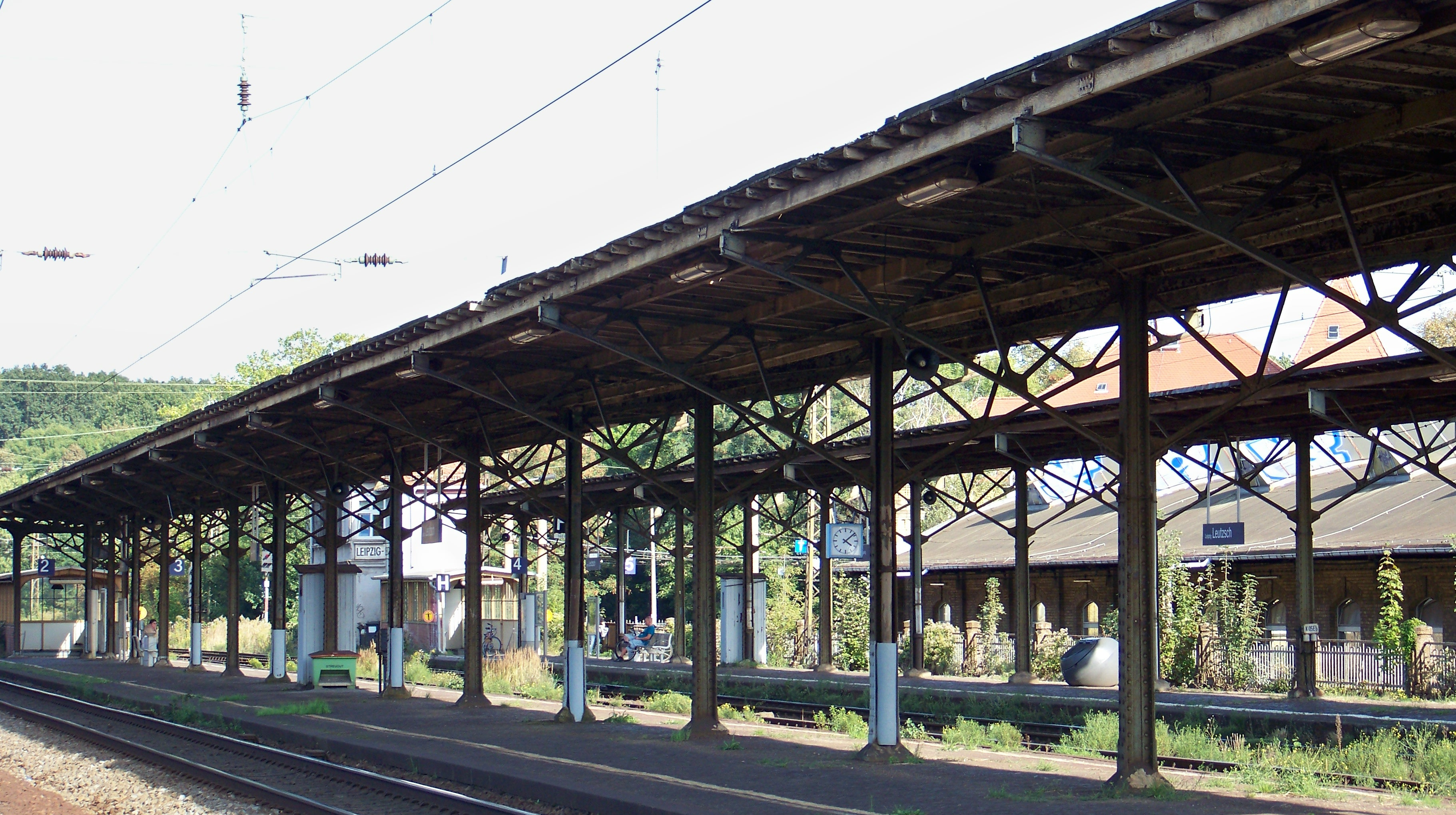
ehemalige Bahnsteige (2009)
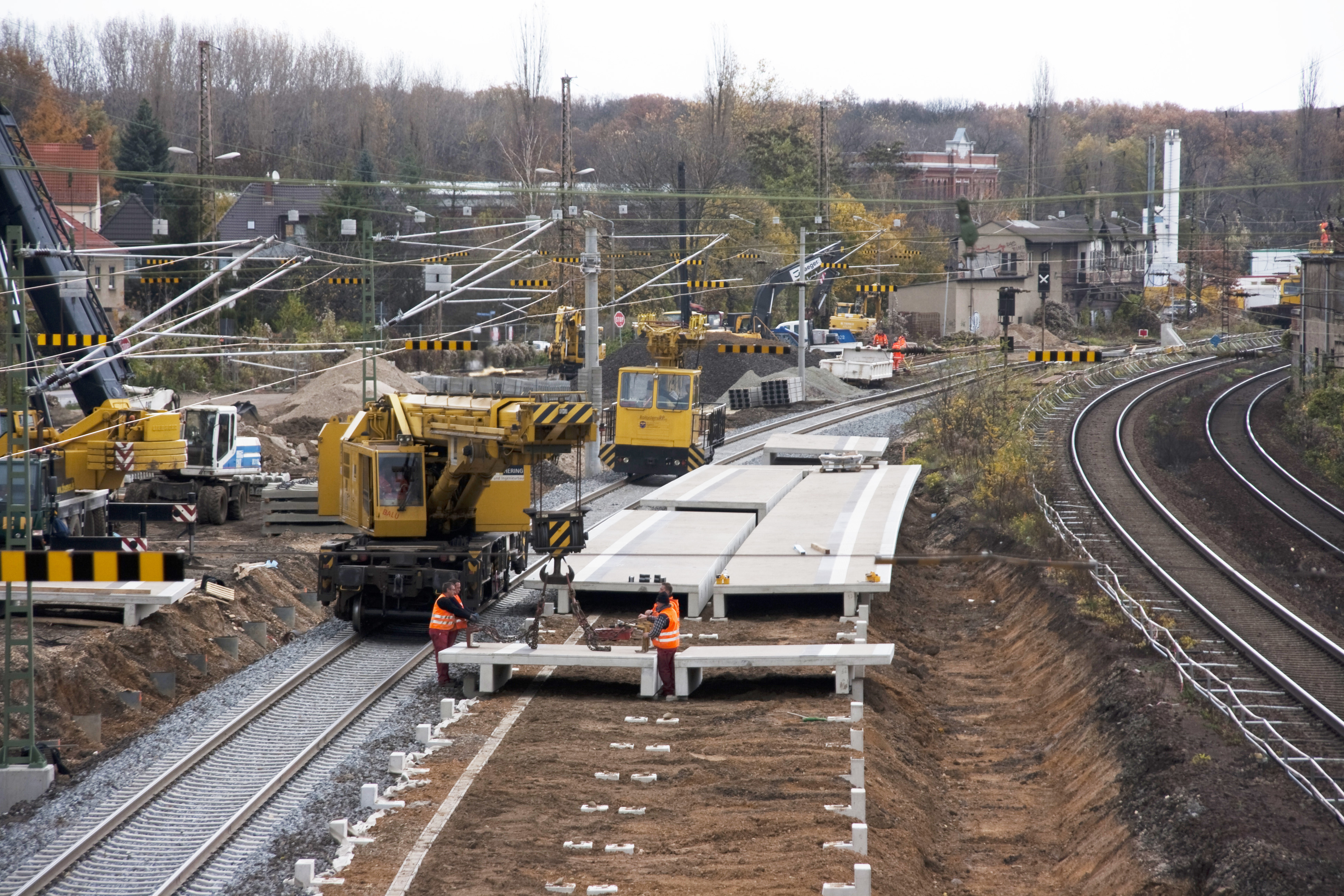
Montage des Inselbahnsteiges mit Fertigteilen, 2010
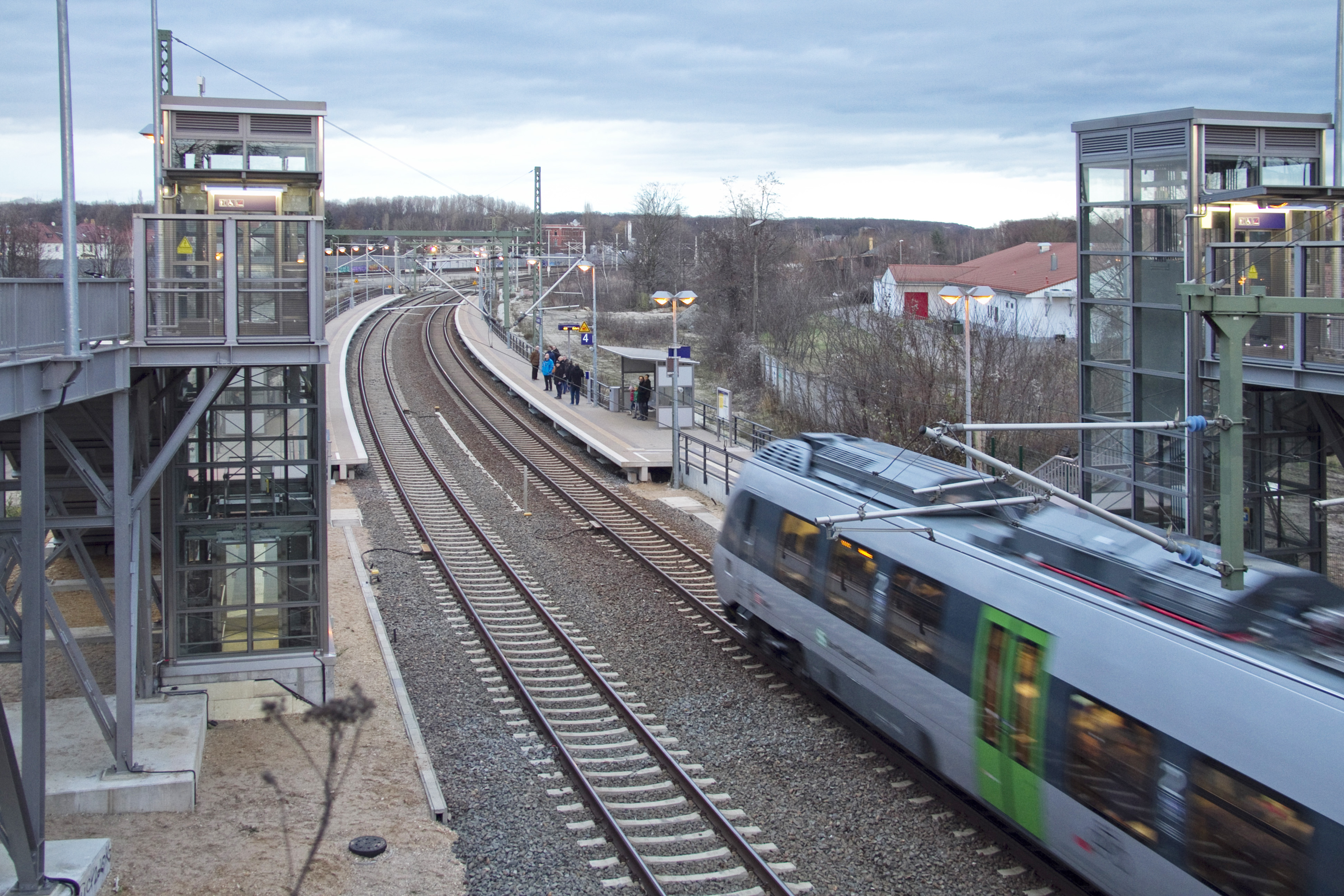
Bahnhof Leipzig-Leutzsch (2013)

Pegau ⊙

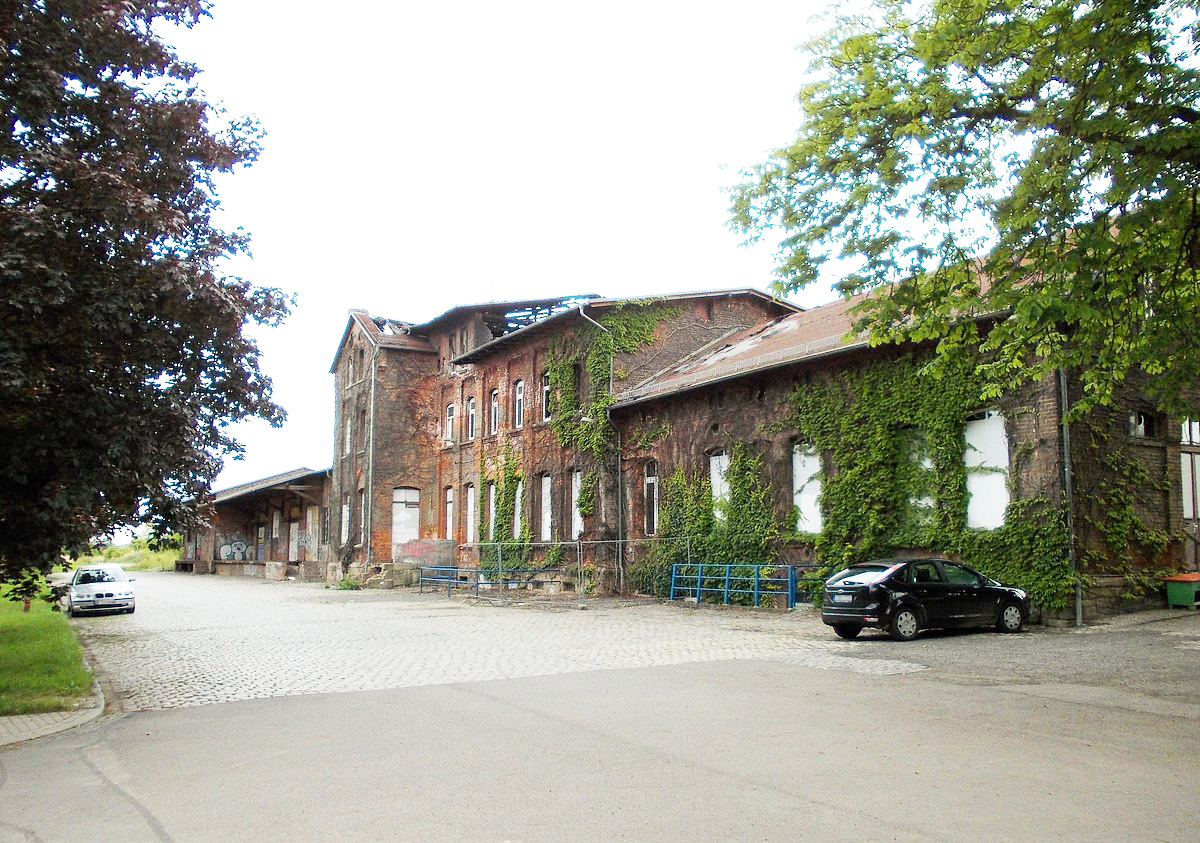
Bahnhof Pegau

Der Bahnhof Pegau wurde am 20. Oktober 1873 mit dem Abschnitt Leipzig–Zeitz der Bahnstrecke Leipzig–Probstzella eröffnet. Mit der Eröffnung der Bahnstrecke Neukieritzsch–Pegau am 1. Oktober 1909 wurde der Bahnhof Pegau Umstiegsbahnhof. Da die Stadt Pegau nun zwei Stationen besaß, bekam der Bahnhof im Westen der Stadt den Namen Pegau Pr. St. E., da er sich an der von den Preußischen Staatseisenbahnen liegenden Bahnstrecke Leipzig–Probstzella befand. Der neue im Osten von Pegau liegende Haltepunkt an der durch die Königlich Sächsischen Staatseisenbahnen betriebenen Bahnstrecke Neukieritzsch–Pegau erhielt den Namen Pegau S. St. E.
Der Bahnhof Pegau trug folgende Namen:
- bis 1909: Pegau
- bis 1911: Pegau Pr. St. E.
- bis 1920: Pegau Pr Stb.
- seit 1920: Pegau

Mit der Stilllegung der Bahnstrecke Neukieritzsch–Pegau am 1. Juni 1997 verlor der Pegauer Bahnhof seine Bedeutung als Umstiegsbahnhof. Seitdem wird er nur noch von Zügen der Bahnstrecke Leipzig–Probstzella bedient. Das Empfangsgebäude wurde im Jahr 2008 durch Brandstiftung zerstört und 2012 abgerissen.
Zeitz ⊙

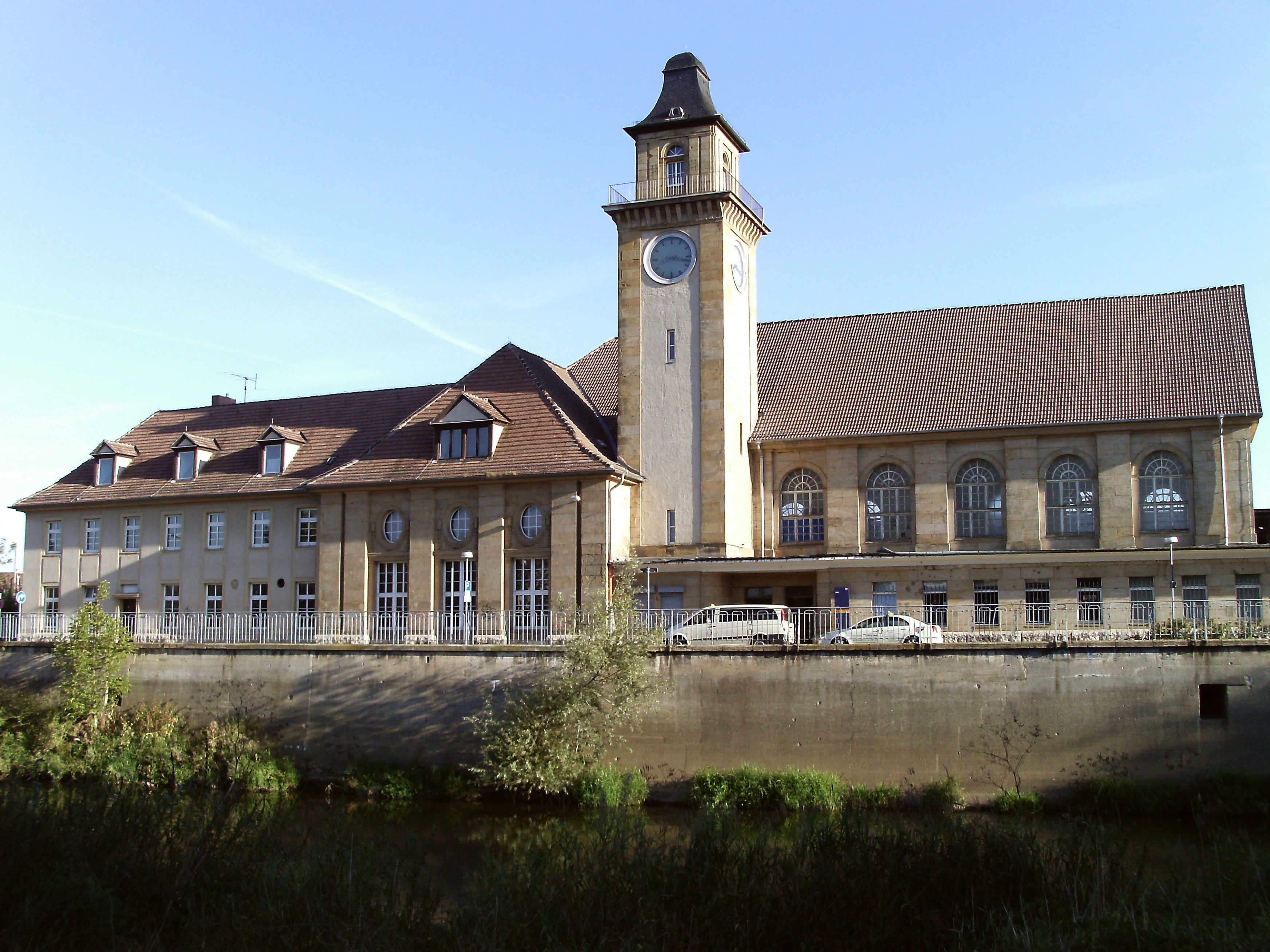
Bahnhof Zeitz, Empfangsgebäude

Der Bahnhof Zeitz wurde am 9. Februar 1859 als Zeitz Pbf zusammen mit der Bahnstrecke Weißenfels–Zeitz eröffnet. Gleichzeitig ging auch der Abschnitt Zeitz–Gera der Bahnstrecke Leipzig–Probstzella in Betrieb. Mit der Eröffnung des nördlichen Abschnitts der Bahnstrecke Leipzig–Probstzella erhielt Zeitz am 20. Oktober 1873 einen Bahnanschluss nach Leipzig. Am 19. Juni 1872 erhielt Zeitz mit dem Bahnhof Zeitz Sächs. Stb. eine weitere Station. Sie war der Ausgangspunkt der Bahnstrecke Zeitz–Altenburg und wurde von den Königlich Sächsischen Staatseisenbahnen betrieben. Am 31. Mai 1913 wurde diese Station geschlossen. Einen Tag später wurde am 1. Juni 1913 nördlich des Personenbahnhofs der dem Güterverkehr dienende Güterbahnhof Zeitz Gbf unter preußischer Verwaltung eröffnet. Am 1. Dezember 1913 wurde die Bahnstrecke Tröglitz–Zeitz als Verbindungsbahn für den Güterverkehr in Richtung Altenburg eröffnet. Sie war bis zum 30. September 2009 in Betrieb. Die im Jahr 1897 eröffnete Bahnstrecke Zeitz–Camburg endete aufgrund der großen Auslastung der Gleise im Zeitzer Bahnhof bis 1914 im separaten „Camburger Bahnhof“. Diese auch Thüringischer Bahnhof genannte Station lag neben dem heutigen Empfangsgebäude. Nach dessen Fertigstellung 1912 wurde der alte Bahnhof abgerissen. Im April 1914 wurden die Bahnanlagen in Zeitz komplett neu gestaltet. Dabei wurde ein gemeinsamer Bahnhof eingerichtet.
Der Personenverkehr auf der Bahnstrecke nach Camburg wurde im Jahr 1999 eingestellt. Im Jahr 2000 wurde die Bahnstrecke stillgelegt. Der Personenverkehr auf dem Abschnitt Zeitz–Meuselwitz der Bahnstrecke nach Altenburg wurde am 28. September 2002 eingestellt, die Bahnstrecke ist bis Tröglitz seit dem 12. Dezember 2012 ein Anschlussgleis für den Chemie- und Industriepark Zeitz. Das denkmalgeschützte Empfangsgebäude gehört seit Anfang Januar 2016 der Stadt Zeitz.
Crossen an der Elster
Auf dem östlichen Teil des Bahnhofsgeländes wurde im November 2017 damit begonnen, Eisenbahnwagen für das deutschlandweit erste Eisenbahntunnelausbildungszentrum der Thüringer Landesfeuerwehr- und Katastrophenschutzschule aufzustellen. Es dient der Vorbereitung der Feuerwehren entlang der Schnellfahrstrecken Leipzig/Halle–Erfurt und Erfurt–Ebensfeld. Bis 2020 soll ein 300 Meter langes Tunnelelement errichtet werden.
Gera Süd ⊙

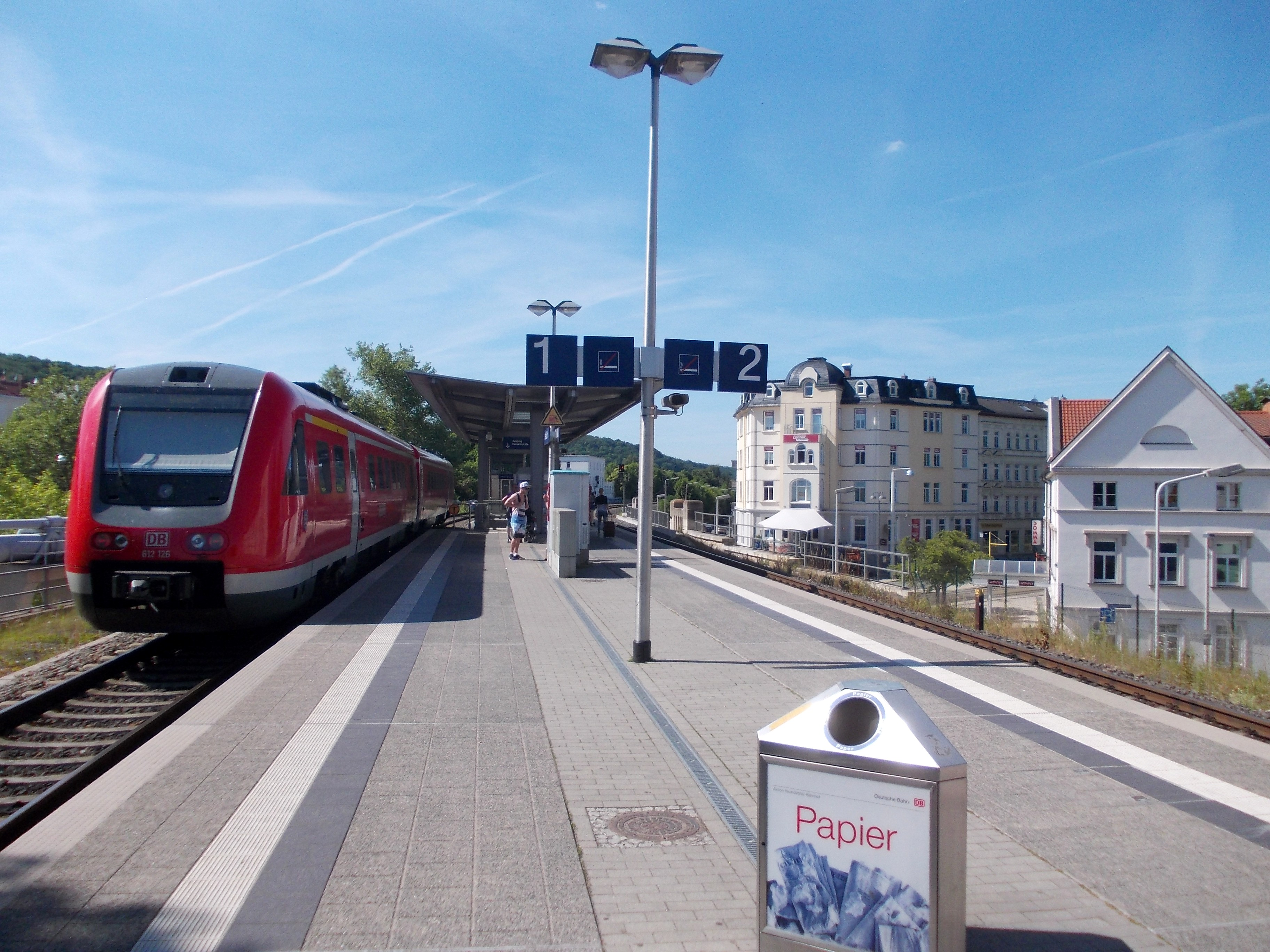
Haltepunkt Gera Süd

Der Bahnhof Gera Süd wurde am 1. Juni 1886 als Güterbahnhof Gera-Pforten an der Trennung der Bahnstrecken Leipzig–Probstzella und Gößnitz–Gera eröffnet. Am 1. Dezember 1892 eröffneten die Königlich Sächsischen Staatseisenbahnen eine eigene Trasse der Bahnstrecke Gera Süd–Weischlitz auf dem Abschnitt Gera Süd – Wünschendorf.
Die Station im Geraer Stadtteil Pforten, die 1893 zum Bahnhof gewidmet wurde, trug folgende Namen:
- bis 1896: Gera–Pforten (der Stationsname ging 1920 auf die 1901 als „Gera (Reuß) – Meuselwitzer Bahnhof“ eröffnete Station der schmalspurigen Bahnstrecke Gera-Pforten–Wuitz-Mumsdorf über)
- bis 1911: Gera (Reuß) S. St. E.
- bis 1920: Gera (Reuß) Sächs Stb
- bis 1923: Gera (Reuß) Süd
- seit 1923: Gera Süd

1922 wechselte der Bahnhof von der Eisenbahndirektion Dresden zur Eisenbahndirektion Erfurt. Ab 2005 wurden die Stellwerke allmählich aufgelassen und abgerissen. Heute hat die Station nur noch die Funktion eines Haltepunkts. Seit dem 24. Oktober 2016 fahren die Züge aus Richtung Weischlitz ab Wolfsgefärth über die Bahnstrecke Leipzig–Probstzella nach Gera.
Gera-Debschwitz ⊙
Im heutigen Geraer Stadtteil Debschwitz bestand seit der Eröffnung des Abschnitts Gera–Eichicht im Jahr 1871 eine Abzweigstelle. Dort trennen sich aus Richtung Gera Hauptbahnhof im Norden die bereits 1865 eröffnete Bahnstrecke von bzw. nach Gößnitz in Richtung Osten sowie die Bahnstrecke nach Probstzella in Richtung Süden. Zwischen 1892 und 2016 zweigte an der Abzw Gera-Debschwitz auch die Trasse der Bahnstrecke Gera Süd–Weischlitz ab, die im Geraer Stadtgebiet parallel zur Bahnstrecke Leipzig–Probstzella verlief und im Zuge der Streckensanierung sich nun erst im Bahnhof Wolfsgefärth von dieser trennt. Seitdem Gera-Zwötzen wieder zum Bahnhof ausgebaut wurde, ist Gera-Debschwitz dessen Bahnhofsteil.
Weida ⊙

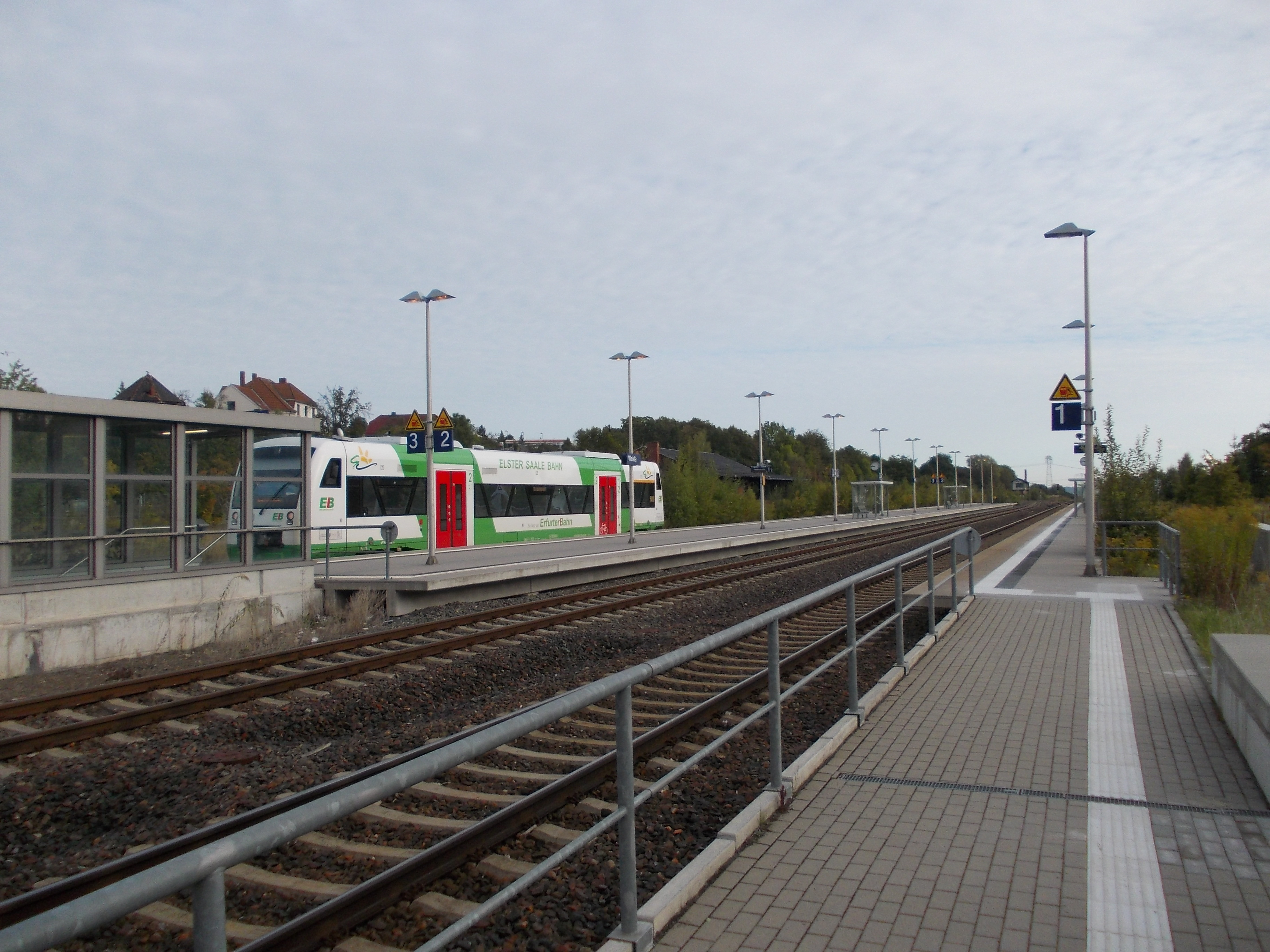
Bahnhof Weida

Die Station Weida wurde nördlich des Orts mit der am 20. Dezember 1871 erfolgten Eröffnung des Abschnitts Gera–Eichicht (heute:Kaulsdorf (Saale)) der durch die Preußische Staatsbahn betriebenen Bahnstrecke Leipzig–Probstzella in Betrieb genommen. Im gleichen Jahr wurde auch das preußische Empfangsgebäude eingeweiht. Mit der am 29. August 1876 erfolgten Eröffnung des Abschnitts Werdau–Wünschendorf–Weida der durch die Sächsische Staatsbahn betriebenen Bahnstrecke Werdau–Mehltheuer erhielt die Station Weida um 1885 auch ein sächsisches Empfangsgebäude. 1905 wurde die Station zum Bahnhof gewidmet. Zu dieser Zeit besaß der Bahnhof schon mehrere Hochbauten, wie Stellwerke, Güterschuppen, Wasserturm und ein Wohnhaus.
Der sächsische Bahnhof von Weida trug folgende Namen:
- bis 1911: Weida
- bis 1920: Weida Sächs Stb
- bis 1922: Weida Ost
- seit 1922: Weida

Der sächsische Teil des Bahnhofs wechselte 1922 von der Eisenbahndirektion Dresden zur Eisenbahndirektion Erfurt. Während bereits 1981 das sächsische Empfangsgebäude abgerissen wurde, traf das gleiche Schicksal im Jahr 2004 auch das preußische Empfangsgebäude. Die Bahnsteige wurden im Zuge der Modernisierung mit modernen Wartehäuschen versehen. Nach der Einstellung des Personenverkehrs auf dem Abschnitt Wünschendorf (Elster)–Weida zum 2. Juni 1996 verkehren im Bahnhof Weida Züge in Richtung Gera–Leipzig, Saalfeld und Mehltheuer–Hof.
Niederpöllnitz ⊙

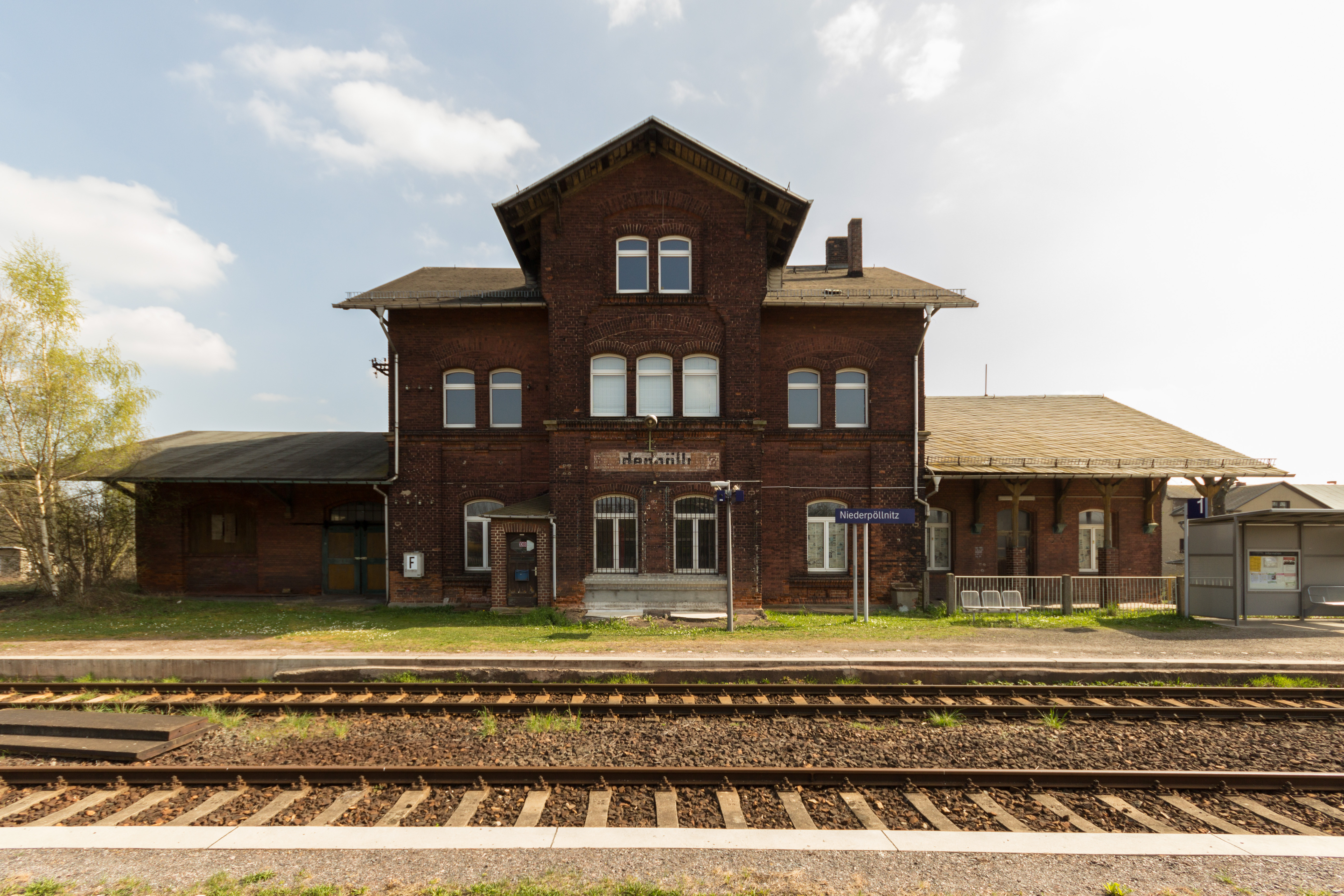
Bahnhof Niederpöllnitz

Der Bahnhof Niederpöllnitz wurde 1871 zusammen mit dem Abschnitt Gera–Eichicht der Bahnstrecke Leipzig–Probstzella eröffnet. Mit dem Bau der Stichbahn nach Münchenbernsdorf wurde der Bahnhof dementsprechend erweitert. Weitere Umbauten fanden in den 1970er-Jahren statt. 1995 wurde die Stichbahn stillgelegt.
Triptis ⊙

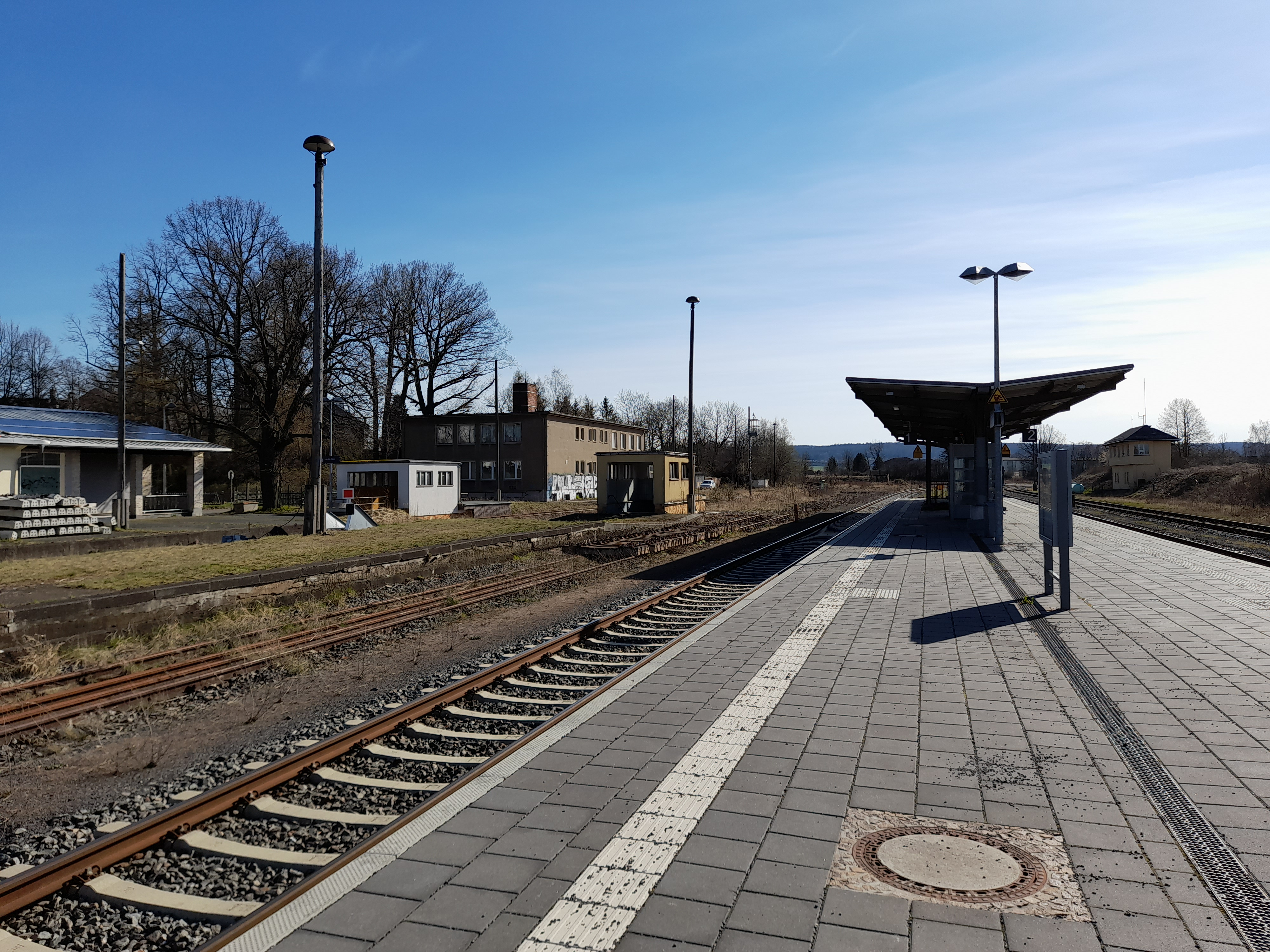
Bahnhof Triptis

Der Bahnhof Triptis wurde am 20. Dezember 1871 zusammen mit dem Abschnitt Gera–Eichicht der Bahnstrecke Leipzig–Probstzella eröffnet. Mit der Eröffnung des ersten Teilstücks der der Bahnstrecke Triptis–Marxgrün am 17. Dezember 1894 gewann der Bahnhof an Bedeutung als Bahnknoten. Es bestanden mehrere Anschlussgleise, so seit 1891 zur Porzellanfabrik Triptis. Das ursprüngliche Empfangsgebäude wurde durch einen Bombenangriff am 11. April 1944 bei der Explosion eines Munitionszugs zerstört. Es verblieb lediglich ein Behelfsbau mit den Resten des westlichen Anbaus. Auf der in Triptis beginnenden Bahnstrecke nach Marxgrün wurde am 24. Mai 1998 der Reisezugverkehr zwischen Triptis und Unterlemnitz durch das Land Thüringen abbestellt und Ende 1998 der Güterverkehr zwischen Triptis und Ebersdorf–Friesau eingestellt. Die Stilllegung des Abschnitts erfolgte am 1. Januar 2005. Während die ehemalige Lokeinsatzstelle des Bahnbetriebswerks Saalfeld und der sechsständige Ringlokschuppen mit der 16-m-Drehscheibe abgerissen wurden, sind das Empfangsgebäude, ein Nebengebäude und zwei Stellwerke bis heute erhalten geblieben.
Neustadt an der Orla ⊙

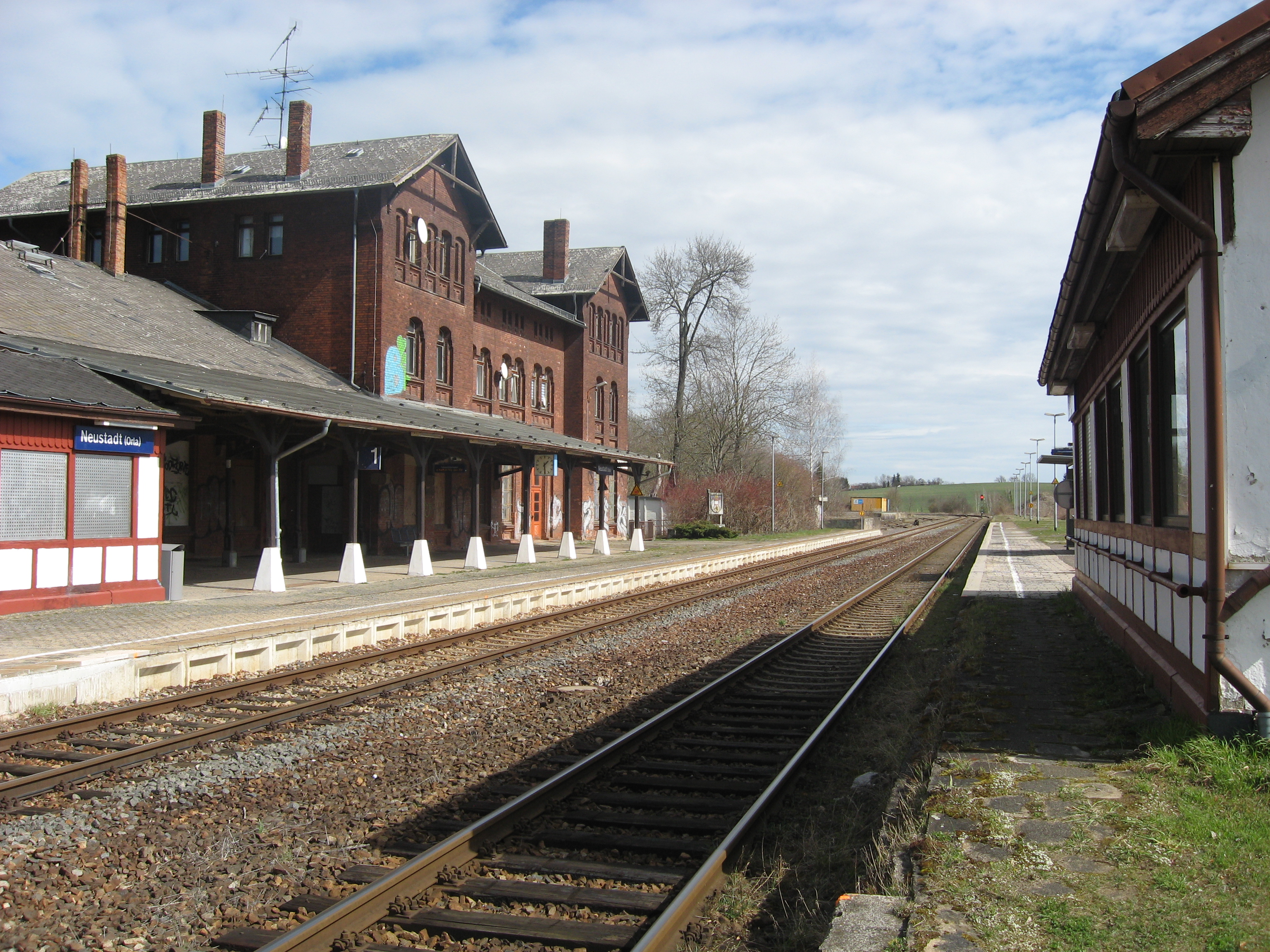
Bahnhof Neustadt an der Orla

Der Bahnhof Neustadt an der Orla wurde, wie andere Bahnhöfe der Strecke Gera–Eichicht, am 20. Dezember 1871 eröffnet. Das zwei- bis dreistöckige Bahnhofsgebäude selbst wurde circa 1875 in Klinkerbauweise fertiggestellt. Ungefähr bis zum Beginn des 21. Jahrhunderts wurden im Erdgeschoss des Hauses Fahrkarten verkauft, dann wurde der Schalter mitsamt der Wartehalle stillgelegt. Das Gebäude beherbergt außerdem Platz für eine Bahnhofsgaststätte, die seit mehreren Jahrzehnten nicht mehr betrieben wird. Der Fahrkartenautomat wurde im Zuge des Betreiberwechsels 2012 abgebaut, sodass Fahrscheine lediglich im Zug erworben werden können.
Im Bahnhof bestehen nach Rückbauten noch das durchgehende Hauptgleis 2 und das Gleis 1 am Hausbahnsteig. Als Folge des Abbaues des zweiten Streckengleises nach dem Zweiten Weltkrieg ist dieses an die mit 60 km/h befahrbaren abzweigenden Stränge der Weichen angebunden. Fast alle haltenden Züge verkehren über das Gleis 2, welches nur durch den nicht barrierefreien Fußgängertunnel erreichbar ist.
Vom Bahnhof zweigten in früheren Jahren mehrere Gleisanschlüsse zu angrenzenden Unternehmen ab. Heute sind diese Gleisanlagen stillgelegt und abgebunden.
Im Zuge der bevorstehenden Landesgartenschau 2028, die im Orlatal ausgerichtet werden soll, ist geplant, das Empfangsgebäude zu renovieren und zu Büroräumen umzubauen. Die Arbeiten umfassen das Gebäude, jedoch nicht den im Eigentum der DB befindlichen Bahnsteig.
Probstzella ⊙
Der Bahnhof Probstzella wurde am 8. August 1885 mit der Fertigstellung des Streckenabschnittes Eichicht–Probstzella der Bahnstrecke Leipzig–Probstzella in Betrieb genommen. Am 1. Oktober 1885 erfolgte mit der Eröffnung der Frankenwaldbahn die Weiterführung in Richtung Bamberg über Ludwigsstadt und Kronach. 1898 wurde der Bahnhof Probstzella Ausgangspunkt für die Strecke nach Taubenbach, die 1913 nach Neuhaus am Rennweg weitergeführt und zugleich in Ernstthal am Rennsteig mit der Strecke nach Sonneberg verbunden wurde. Er hatte den Status einer Lokeinsatzstelle, ab 1923 besaß er ein Bahnbetriebswerk, das Ende 1993 aufgelöst wurde.
Der 1,3 Kilometer hinter der bayerisch-thüringischen Grenze liegende Bahnhof diente aufgrund der deutschen Teilung nach dem Zweiten Weltkrieg bis 1990 als Grenzbahnhof für den innerdeutschen Zugverkehr. Er blieb der letzte in seiner Bausubstanz erhaltene deutsch-deutsche Grenzbahnhof, bevor das Gebäude der Grenzkontrollstelle Ende 2008 abgerissen wurde. 1999 wurde der Abschnitt Probstzella–Ernstthal am Rennsteig eingestellt.

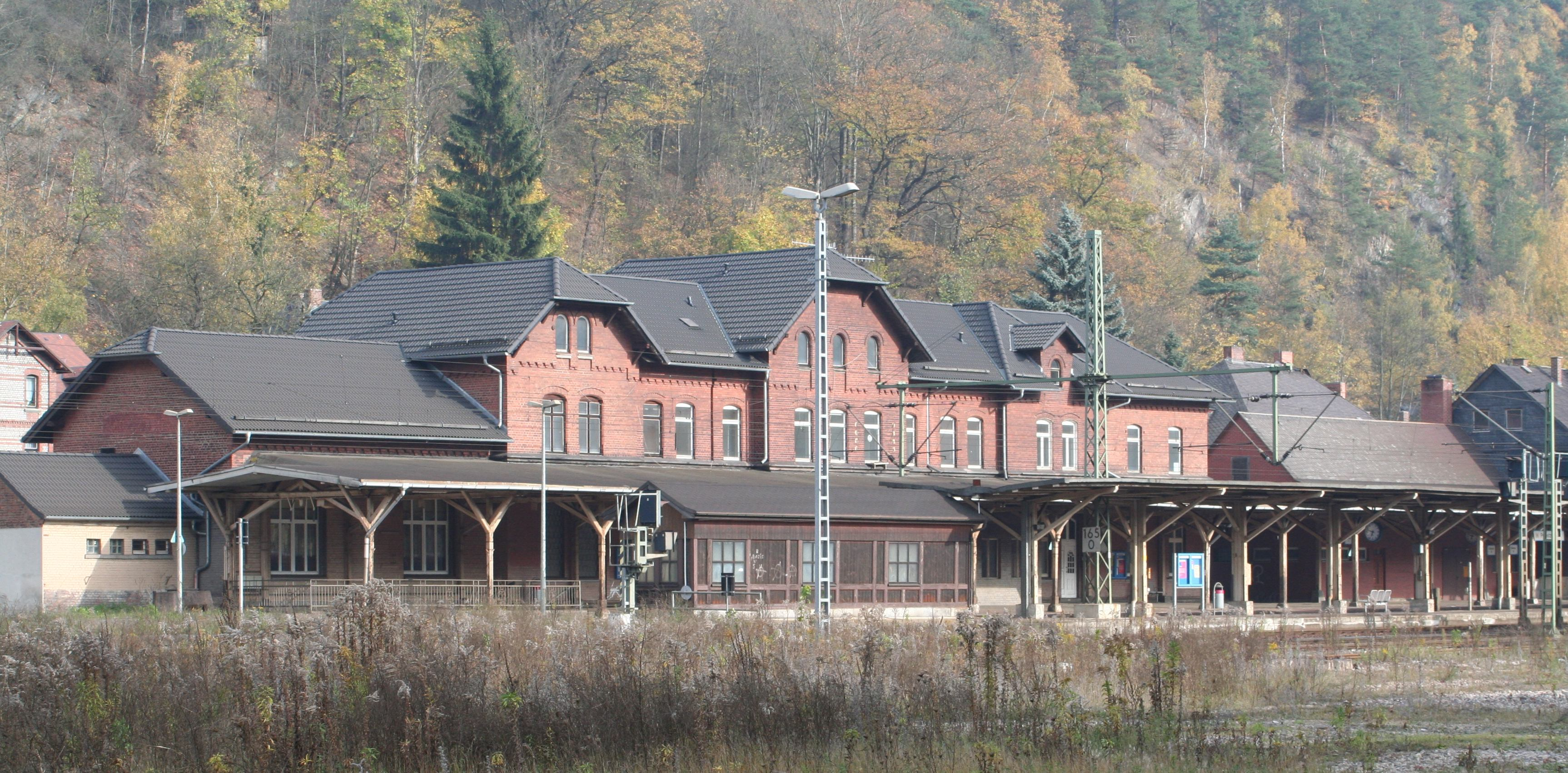
Bahnhof Probstzella
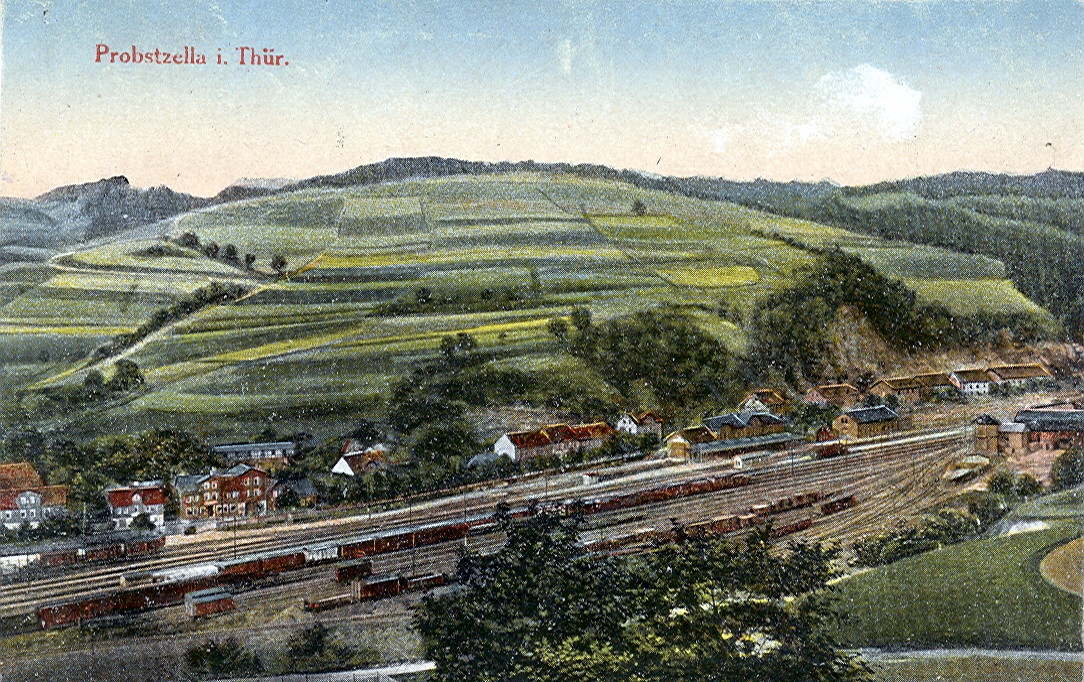
Bahnhof Probstzella (1921)
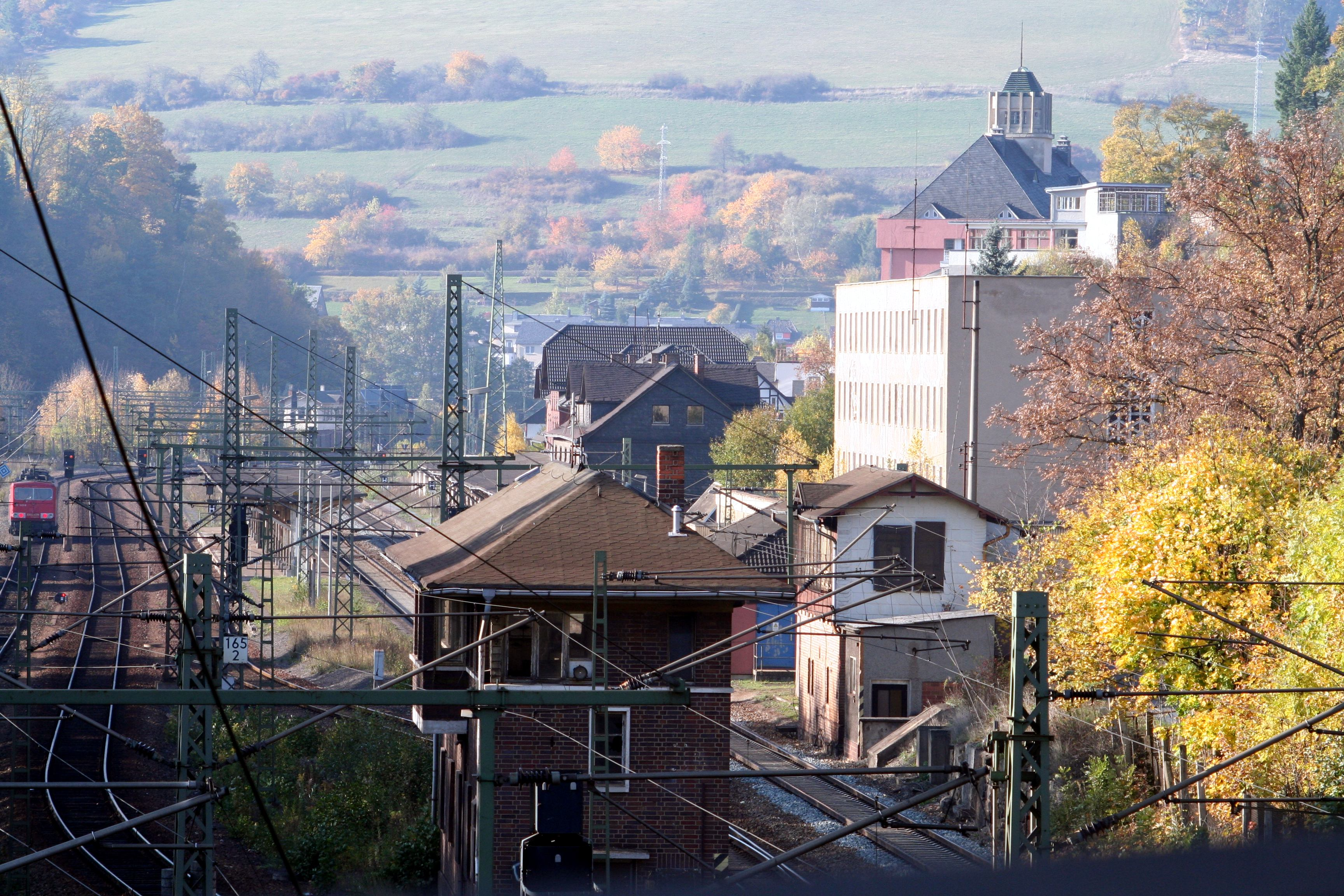
Bahnhof Probstzella, Blickrichtung Norden
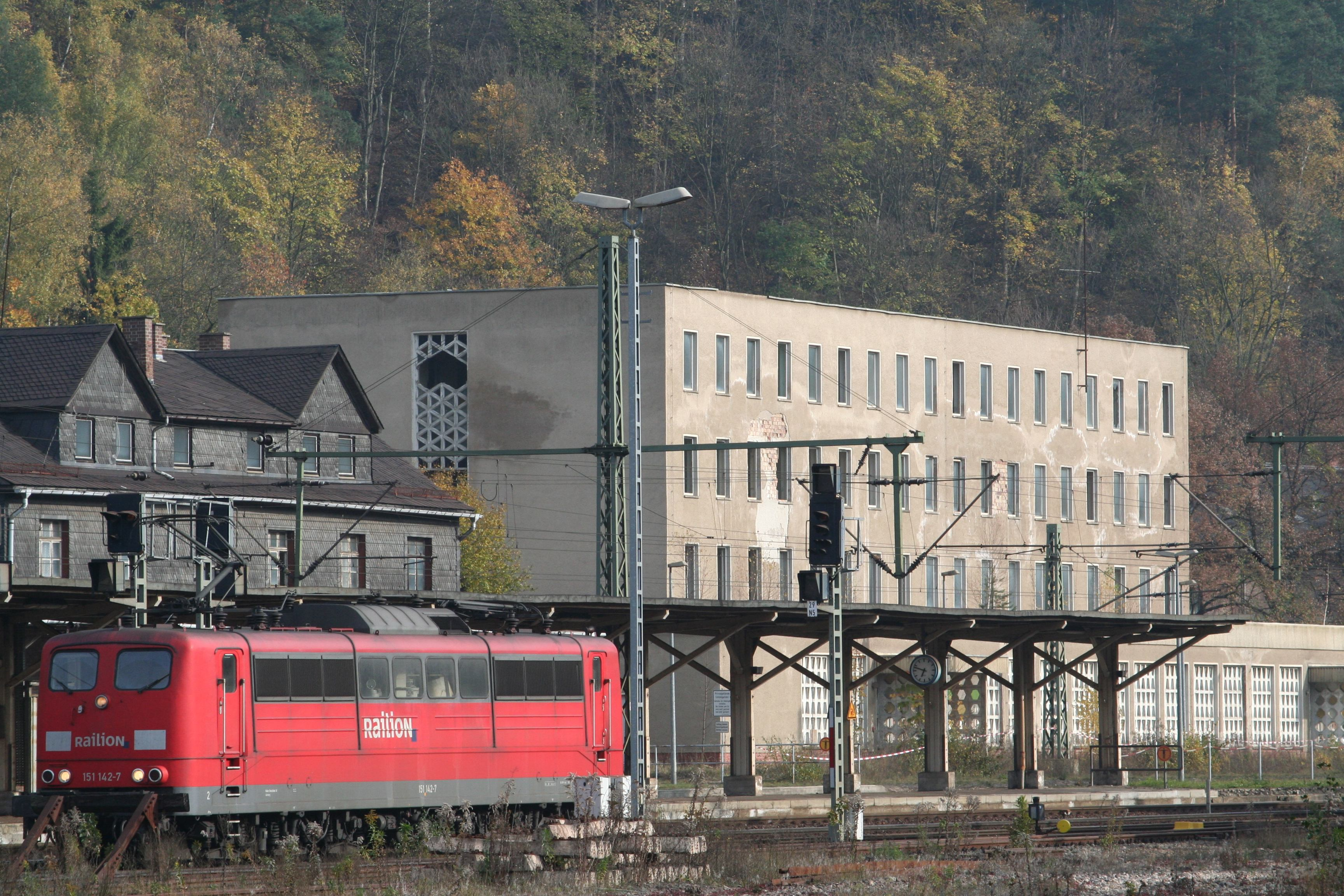
Bahnhof Probstzella, Gebäude der Grenzkontrollstelle (Oktober 2008)

## Heutiger Zugverkehr
Im Personenverkehr befahren die Regional-Express-Linie RE 12 Leipzig–Gera–Saalfeld sowie die Regionalbahn-Linie RB 22 Leipzig–Gera–Saalfeld die Strecke bis Saalfeld. Die Regionalbahnen verkehren zweistündlich im Wechsel mit den RE, die ebenfalls zweistündlich unterwegs sind. Zwischen Gera und Weida wird die Verkehrsbedienung durch die Linie RB 13 über Zeulenroda nach Hof ergänzt. Bis zum Sommer 2012 kamen meist Triebwagen der Baureihen 612 und 642 zum Einsatz. Seit dem Betreiberwechsel im Juni werden ausschließlich Triebwagen der Baureihe 650 der Erfurter Bahn eingesetzt. Die Triebwagen verkehren weiterhin im Stundentakt, wobei kleinere Haltepunkte nur alle zwei Stunden bedient werden. Mit dem Betreiberwechsel entfielen die letzten direkten Regional-Express-Verbindungen von Gera und Weida über Hof hinaus bis Regensburg. Bis 2011 verkehrte in der Sommersaison samstags außerdem ein Zugpaar als Regionalexpress von Leipzig über Gera und Saalfeld nach Blankenstein („Schiefergebirgs-Express“) und Katzhütte („Schwarzatalexpress“). Ab dem Fahrplanwechsel im Dezember 2015 werden wieder durchgehende Regional-Express-Verbindungen von Leipzig nach Hof und Blankenstein angeboten.

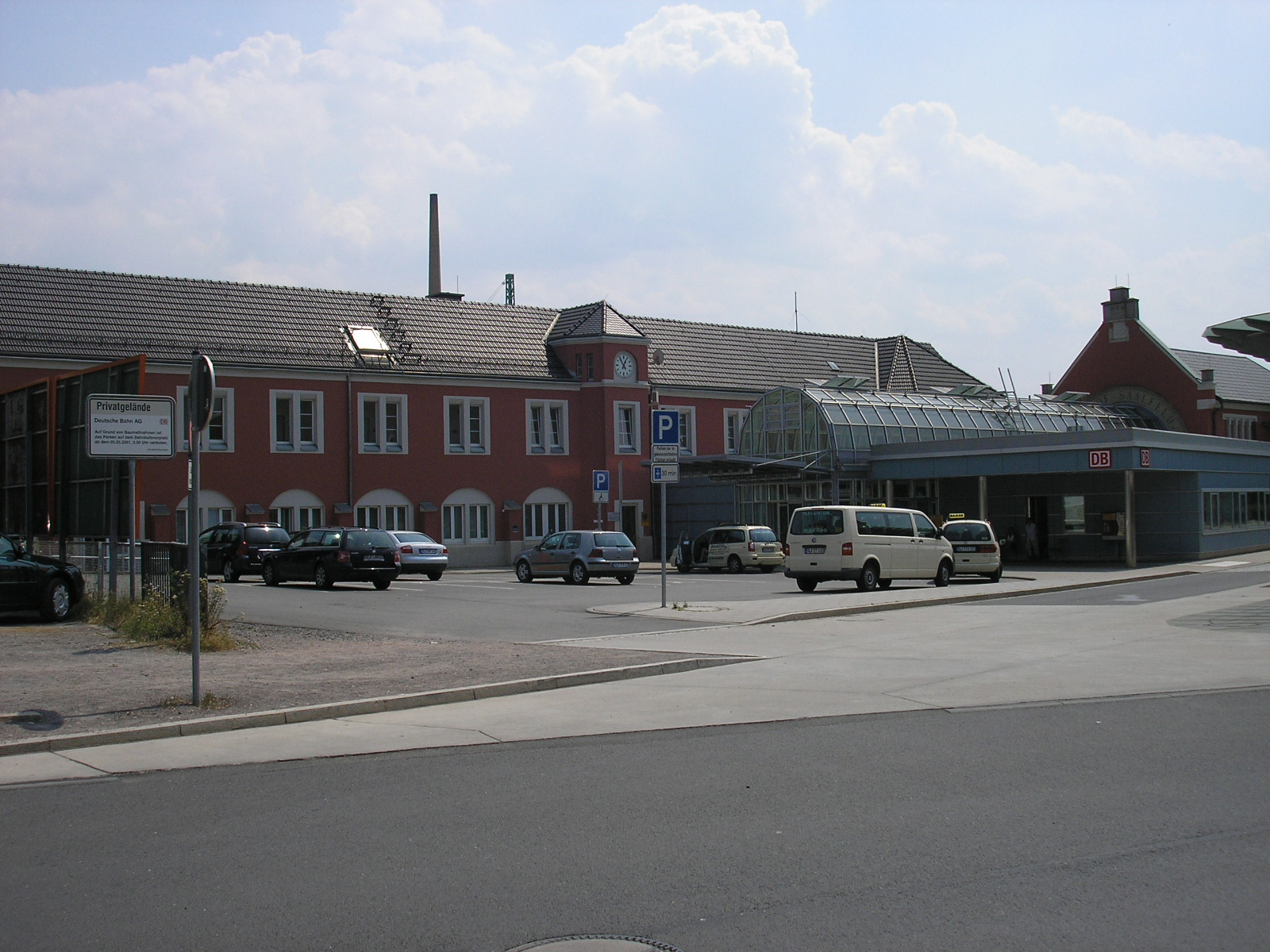
Der Bahnhof in Saalfeld, Fernverkehrshalt für IC-Züge

Südlich von Saalfeld verkehrten bis Dezember 2017 im Fernverkehr ICE T (Baureihe 411) ungefähr stündlich als ICE-Züge der Linie (Hamburg –) Berlin – Leipzig – Nürnberg – München mit zweistündlichem Halt in Saalfeld. Inzwischen verkehrt täglich mehrere IC-Zugpaare von Leipzig nach Karlsruhe mit Halt in Saalfeld, sowie nachts ein Zugpaar von und nach Warnemünde bzw. Wien. Im Nahverkehr verkehren stündlich mit der Triebzügen der Reihe 442 bediente Regional-Express-Züge der Relation Saalfeld – Lichtenfels – Bamberg – Nürnberg.
Im Abschnitt Saalfeld – Hockeroda verkehren darüber hinaus noch im Zweistundentakt Regionalbahnzüge von Saalfeld nach Blankenstein. Für diese Leistungen werden Triebwagen der Reihe 650 eingesetzt. Diese Züge sind seit Dezember 2011 die einzigen, die noch in Hockeroda halten, während die Regionalbahnen nach Probstzella hier durchfahren.
Die Teilstrecke zwischen Leipzig-Leutzsch und Leipzig-Plagwitz wurde bis 2011 auch von der Linie S1 der S-Bahn Leipzig bedient, ab 15. Dezember 2013 von der Linie S1 der S-Bahn Mitteldeutschland.
Zwischen Leipzig-Engelsdorf und Zeitz herrscht noch reger Güterverkehr mit allen möglichen Lokomotiven, die das Land zu bieten hat. Außerdem wird die Bahnstrecke bis zum Bahnhof Niederpöllnitz von Kesselzügen in das Tanklager Lederhose und zwischen Weida und Könitz von einem werktags verkehrenden Stahl- und Schrottzug des Stahlwerks Thüringen genutzt. Die Kesselzüge werden mit unterschiedlichen Lokomotiven und die Stahl- und Schrottzüge mit in Belgien registrierten der Baureihe 76 (in Deutschland 285) oder 203 bedient. Ab Triptis wird die Strecke auch mehrmals pro Monat von Holzzügen der Wedler Franz Logistik, kurz WFL befahren. Bis Saalfeld werden diese Züge von einer Diesellok der Baureihe 231 oder 232 bespannt, ab Saalfeld in der Regel mit elektrischen Lokomotiven der Baureihe 155. Zwischen Könitz und Saalfeld verkehren täglich etliche Stahl- und Schrottzüge der unterschiedlichsten Unternehmen, mit den unterschiedlichsten Lokomotiven bespannt. Zwischen Saalfeld und Probstzella besteht reger Durchgangsgüterverkehr mit allen möglichen elektrischen und Diesellokomotiven.
In Probstzella geht die Strecke in die Frankenwaldbahn nach Hochstadt-Marktzeuln über.